# Castells de Gran Bretanya i Irlanda
Els castells han tingut un paper militar, social i econòmic important a Gran Bretanya i Irlanda des de l'any 1066 amb la conquesta normanda d'Anglaterra. Encara que un petit nombre de castells van ser construïts a Anglaterra al voltant del 1050, els normands van començar a construir-ne de mota i pati (mota castral) i de traçat circular (ringworks) en grans quantitats per a controlar els nous territoris ocupats a Anglaterra i a les Marques Gal·leses.
Durant el segle xii els normands van començar a construir més castells de pedra, amb característica de fortalesa quadrada (torres d'homenatge) que van jugar rols militars i polítics. Els castells reials s'utilitzaven per controlar les ciutats principals i els boscos d'importància econòmica, mentre que els castells baronials van ser utilitzats pels senyors normands per controlar els seus estats generalitzats. David I va convidar els senyors anglo-normands a Escòcia a principis del segle xii per ajudar-lo a colonitzar i controlar àrees del seu regne com Galloway; els nous senyors van portar noves tecnologies de castell amb ells i els castells de fusta van començar a ser establerts al llarg del sud del regne. Després de la invasió normanda d'Irlanda en la dècada de 1170, en virtut d'Enric II, es van establir allà també castells.
Els castells van continuar creixent en sofisticació militar i comoditat durant el segle xii, donant lloc a un fort augment de la complexitat i longitud dels setges a Anglaterra. Mentre que a Irlanda i Gal·les l'arquitectura dels castells va continuar seguint la d'Anglaterra, després de la mort d'Alexandre III la tendència a Escòcia es va allunyar de la construcció de castells grans cap a l'ús de cases torres (tower houses) més petites. L'estil de tower houses també s'adoptaria en el nord d'Anglaterra i Irlanda en els últims anys. A la Gal·les del nord, Eduard I va construir una seqüència de castells militarment poderosos després de la destrucció de les últimes unitats polítiques de Gal·les en la dècada de 1270. Al segle xiv els castells combinaven la defensa amb el luxe, amb sofisticats arranjaments en l'habitatge, com a jardins i parcs.
Molts castells reals i baronials van ser abandonats, per la qual cosa al segle xv només uns pocs es van mantenir amb finalitats defensives. Es va desenvolupar un petit nombre de castells a Anglaterra i Escòcia en palaus del renaixement que van albergar festes fastuoses i celebracions enmig de la seva arquitectura elaborada. Tals estructures estaven, no obstant això, fora de l'abast de tots, excepte de la reialesa i dels barons més rics de la baixa edat mitjana. Encara que les armes de pólvora es van utilitzar per defensar castells de finals del segle xiv en endavant, es va fer evident durant el segle xvi que l'artilleria podria ser transportada i portada a un castell assetjat, les armes de pólvora també van exercir un paper important en atac. Les defenses de castells costaners al voltant de les Illes Britàniques van ser millorades per fer front a aquesta amenaça, però la inversió en el seu manteniment es va reduir una vegada més al final del segle xvi. No obstant això, en els conflictes civils i religiosos de les Illes Britàniques durant la dècada de 1640 i 1650, els castells van tenir un paper clau a Anglaterra. Defenses modernes es van construir ràpidament al costat de fortificacions medievals existents i, en molts casos, els castells van resistir amb èxit més d'un atac. A Irlanda, la introducció de l'artilleria pesant per Oliver Cromwell l'any 1649 va posar fi ràpidament a la utilitat dels castells de la guerra, mentre que a Escòcia les casa torres van resultar ser inadequades per a la defensa contra l'artilleria de la guerra civil, encara que els principals castells com Edimburg van mostrar forta resistència. Al final de la guerra van ser destruïts molts castells per evitar-ne un futur ús.
L'ús militar de castells va disminuir ràpidament durant els anys següents, encara que alguns van ser adaptats per a ús de guarnicions a Escòcia i llocs fronterers clau per molts anys, fins i tot durant la Segona Guerra Mundial. Altres castells van servir de presons, fins que la legislació parlamentària al segle xix en va tancar la majoria. Durant un període a principi del segle xvii, els castells van evitar l'arquitectura palatina, fins que va ressorgir com una important funció cultural i social a Anglaterra, Gal·les i Escòcia i foren amb freqüència millorats als segles segle xviii i segle xix. Aquestes reformes van motivar els legisladors per a protegir el patrimoni. Avui, serveixen sobretot com a atraccions turístiques. Historiadors i arqueòlegs continuen estudiant i millorant el coneixement sobre els castells britànics. Hi hadebats acadèmics en els últims anys que posen en dubte la interpretació del material físic i documental entorn de la construcció i ús original.

## Invasió Normanda

### Fortificacions anglosaxones
La paraula anglesa castle (castell) deriva de la paraula llatina castellum i es refereix a la residència fortificada privada d'un senyor o noble. La construcció de castells a Gran Bretanya i Irlanda va començar després de la invasió normanda de 1066. Abans de l'arribada dels normands, els anglosaxons havien construït burhs, estructures fortificades que daten del segle ix al Regne de Wessex. La majoria d'aquests, especialment a les zones urbanes, s'assemblen més a pobles fortificats i per tant, no es poden considerar com a castells. Els burhs rurals eren més petits i en general consistien en una sala de fusta amb una paret que tancava alguns edificis domèstics al llarg d'una torre d'entrada anomenat burh-geat, que pel que sembla tenien una funció cerimonial. A pesar que els burhs rurals eren relativament segurs, el seu paper era principalment cerimonial i no són castells. Va haver-hi, no obstant això, un petit nombre de castells que van ser construïts a Anglaterra durant els anys 1050, probablement per cavallers normands al servei d'Eduard el Confessor. Aquests inclouen els castells de Hereford, Clavering i el del rei Ricard i possiblement el d'Ewyas Harold i el de Dover.

### Invasió

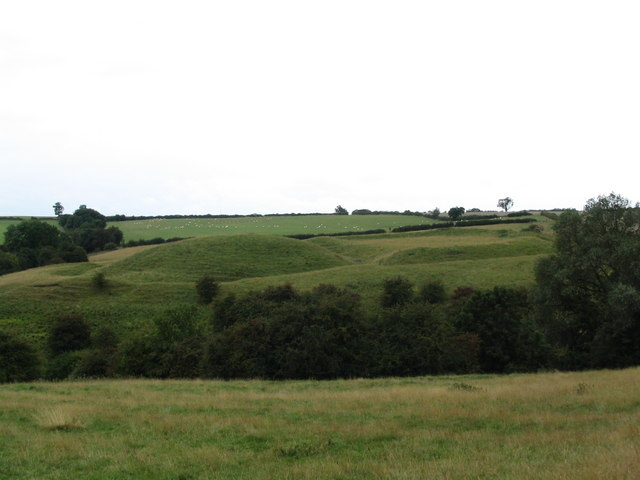
El castell de Hallaton a Anglaterra, mostrant un castell de mota i pati posterior a la invasió ben preservat

Guillem, duc de Normandia, va envair Anglaterra l'any 1066 i una de les seves primeres accions després del desembarcament va ser construir el castell de Hastings per protegir les seves rutes de subministrament. Després de la victòria en la batalla de Hastings, els normands van començar tres fases de construcció de castells. El primer va ser l'establiment, pel nou rei, d'una sèrie de castells reials en llocs estratègics. Aquest programa de castells reials es va centrar en el control dels pobles i ciutats d'Anglaterra i les línies associades de comunicació, incloent-hi els castells de Cambridge, Huntingdon, Lincoln, Norwich, Nottingham, Warwick i York. Dels castells construïts per William el Conqueridor dos terços van ser construïts als pobles i ciutats, sovint els que tenien les antigues cases de la moneda anglosaxona. Aquests castells urbans podien fer ús de murs i fortificacions de la ciutat existent, però en general requerien la demolició de cases locals per fer espai per a ells. Això podria causar grans danys, i els registres suggereixen que a Lincoln, 166 cases van ser destruïdes, 113 en Norwich i 27 a Cambridge. Alguns d'aquests castells van ser construïts deliberadament en la part superior d'importants edificis locals, tals com els burhs o sales dels nobles locals, i van poder ser construïts per imitar aspectes dels edificis anteriors, com la porta d'entrada al Castell Rougemont a Exeter, que s'assemblava molt a l'anterior torre burh anglosaxona, probablement això es va fer per demostrar a la població local que ara responien als seus nous governants normands.
La segona i tercera onada de construcció de castells van ser dirigides pels principals magnats, i després pels nous cavallers en les seves noves propietats. El repartiment de les terres conquistades pel rei va influir on s'haurien de construir aquests castells. En alguns llocs claus el rei va donar als seus seguidors grups compactes de finques, incloent-hi els sis rapes de Sussex i els tres comtats de Chester, Shrewsbury i Hereford; destinades a protegir la línia de comunicació amb Normandia i la frontera amb Gal·les. En aquestes àrees els castells dels barons es van agrupar relativament molt junts, però en la majoria d'Anglaterra les propietats dels nobles i, per tant, els seus castells, van estar més àmpliament dispersos. A mesura en què els normands eren empesos cap al sud de Gal·les, i avançaven cap a les valls construint castells al seu pas i, sovint usant els castells més grans dels comtats veïns com a base.

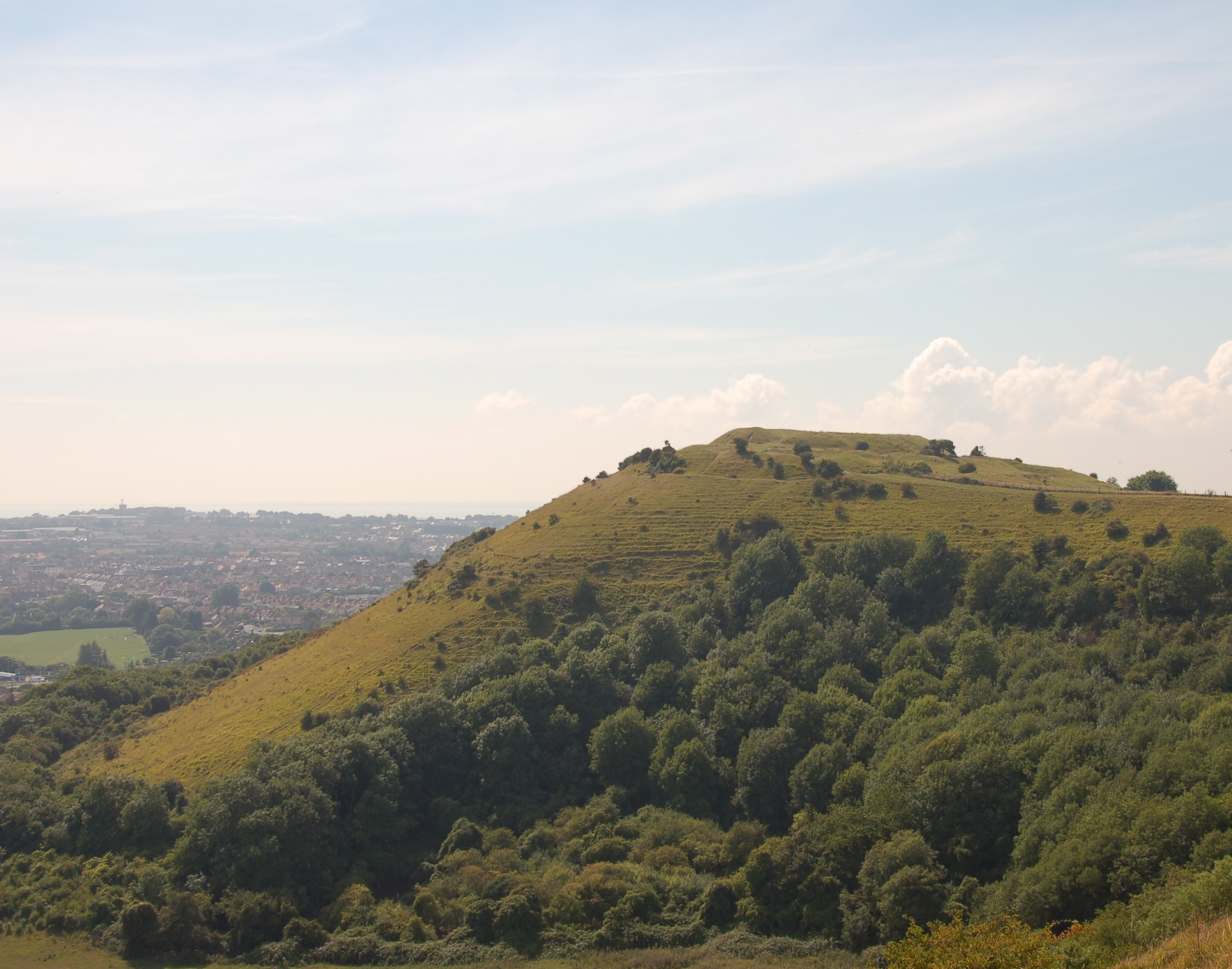
El castell de Folkestone a Anglaterra, un castell normand d'estil traçat circular.

Com a resultat, la construcció de castells de la noblesa normanda a Anglaterra i la manca a la Marca de Gal·les d'un pla estratègic global, van reflectir circumstàncies locals, tals com a factors militars i la disposició de propietats existents i terres de l'Església. Els castells eren sovint situats al llarg de les antigues vies romanes que encara formen la columna vertebral per viatjar per tot el país, tant per al control de les línies de comunicació com per assegurar un fàcil moviment entre diferents finques. Molts castells van ser construïts prop dels ports fluvials interiors i els construïts en la costa en general es trobaven en la desembocadura dels rius o en ports, sent Pevensey i el castell de Portchester rares excepcions. Alguns grups de castells van ser situats de manera que es reforçaven mútuament, per exemple, els castells de Littledean Camp, Glasshouse Woods i Howle Hill Camp on es pretenia actuar com una defensa integrada per a l'àrea al voltant de Gloucester i el seu castell, mentre Windsor va ser un anell de castells construïts al voltant de Londres, separats aproximadament per un dia de marxa. Alguns patrons regionals en la construcció de castells també poden ser vists, relativament pocs castells van ser construïts a East Anglia en comparació de l'oest d'Anglaterra o la Marca de Gal·les; això era probablement a causa de la naturalesa relativament estable i pròspera de l'est d'Anglaterra i que reflectia una escassetat de serfs disponibles o treballadors no lliures (esclaus moderns).
No tots els castells estaven ocupats simultàniament. Alguns van ser construïts durant les invasions i després abandonats, mentre que altres castells nous van ser construïts en altres llocs, especialment al llarg de les fronteres occidentals. Estimacions recents suggereixen que entre 500 i 600 castells estaven ocupats en un moment donat en el període posterior a la conquesta.

### Arquitectura

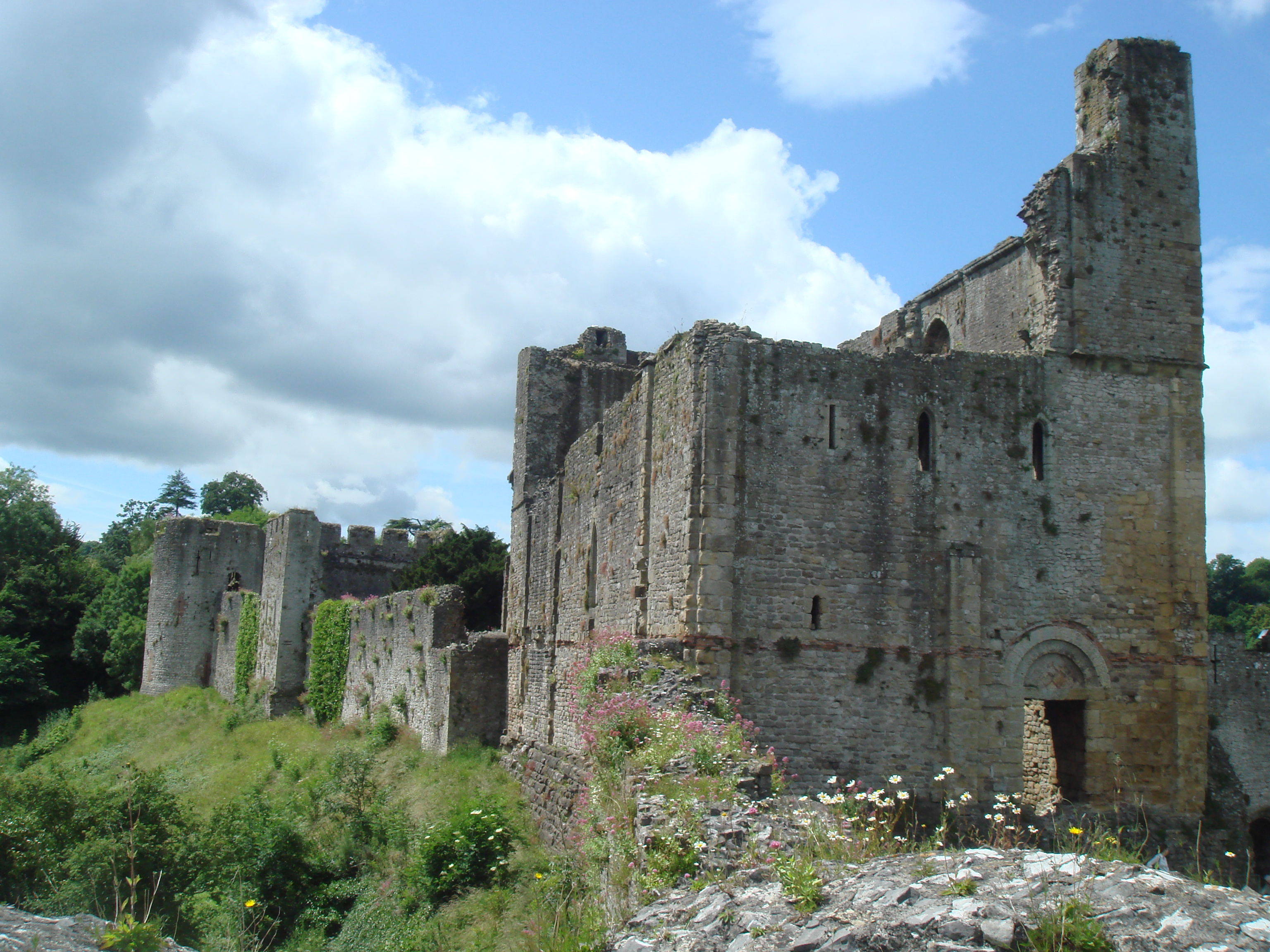
Fortalesa de pedra del castell de Chepstow a Gal·les, construït en un estil arquitectònic romànic.

Va haver-hi un alt grau de variació en la grandària i la forma exacta dels castells construïts a Anglaterra i Gal·les després de la invasió. Una forma popular de castell va ser la de mota i pati, en el qual la terra s'amuntega en un monticle (anomenat «mota»; en anglès, motte) per a recolzar una torre de fusta, i una zona més àmplia construïda al costat d'ell (anomenat «pati»; en anglès, bailey); el castell de Stafford és un exemple típic de castell de mota posterior a la invasió. Un altre disseny estès va ser el de traçat circular (ringwork), en el qual la terra s'aixecava en una forma circular o ovalada i rematat amb una muralla de fusta; el castell de Folkestone és un bon exemple d'un traçat circular normand, en aquest cas construït en el cim d'un pujol, encara que la majoria dels castells posteriors a la invasió van ser en general situats a la part inferior. Al voltant del 80% dels castells normands en aquest període va continuar el patró de mota castral (de mota i pati), però els traçats circulars eren particularment populars a certes àrees, tals com el sud-oest d'Anglaterra i a Gal·les del Sud. Una teoria proposada per a explicar aquesta variació és que els traçats circulars eren més fàcils de construir en aquestes àrees de poca profunditat de sòl que els de les grans motes.
La White Tower a Londres i el castell de Colchester van ser els únics castells de pedra que es van construir a Anglaterra immediatament després de la conquesta, tots dos amb la característica quadrada de la torre de l'homenatge normanda. Tots dos castells van ser construïts en l'estil romànic i estaven destinats a impressionar, així com proporcionar protecció militar. A Gal·les, la primera onada de castells normands van ser novament fets de fusta, amb una mescla de dissenys de mota castral i traçat circular, a excepció de la construcció de pedra del castell de Chepstow. Chepstow també fou fortament influenciat pel disseny romànic, reutilitzant nombrosos materials de la propera Venta Silurum per a produir el que l'historiador Robert Liddiard ha denominat com «una obra sobre les imatges de l'antiguitat».
La grandària d'aquests castells variava depenent de la geografia del lloc, les decisions del constructor i els recursos disponibles. Anàlisi de la grandària d'algunes motes ha mostrat una certa variació regional distintiva; per exemple a East Anglia, va mostrar motes molt més grans que les construïdes als Midlands o a Londres. Mentre que els castells de mota i pati i els traçats circulars van prendre gran força per ser construïts, ja que requerien relativament pocs artesans, el que permetien ser aixecats utilitzant el treball forçós de les finques locals; això, a més de la velocitat amb la qual es podien construir (una sola temporada), els van fer particularment més atractius immediatament després de la conquesta. Els treballs en terres altes, en particular els de motes, requerien una quantitat exponencialment major de mà d'obra que els seus equivalents més petits i, en conseqüència, tendia a considerar-se reials o a pertànyer als barons més poderosos que podien reunir l'esforç de construcció requerit. A pesar que els castells de mota i pati i els traçats circulars estaven sent dissenys comuns entre els castells normands, cada fortificació era lleugerament diferent, alguns castells van ser dissenyats amb dos patis connectats a una sola mota, i alguns traçats circulars van ser construïts amb torres addicionals afegides successivament; no obstant això, altres castells van ser construïts com a traçats circulars i posteriorment convertits en estructures de mota i pati.

## Seglexii

### Avanços en el disseny de castells

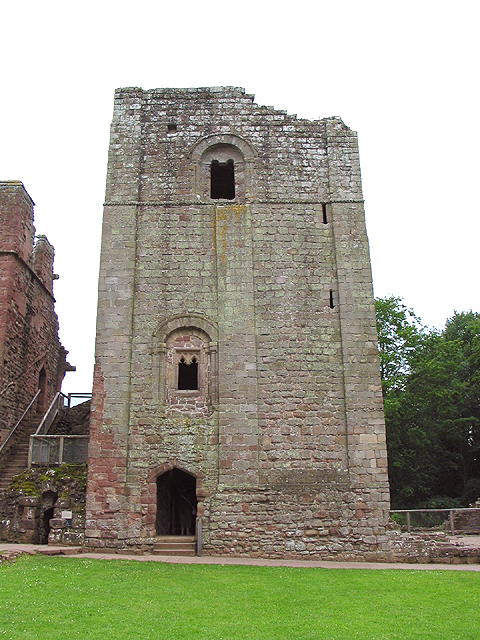
La fortalesa quadrada normanda del castell de Goodrich a Anglaterra, amb el primer pis original de la primera porta d'entrada sent visible per sobre del seu reemplaçament posterior

Des de principi del segle xii en endavant els normands van començar a construir nous castells en pedra i transformar dissenys de fusta existents. Tradicionalment es creia que aquesta transició havia estat impulsada per la naturalesa de les fortificacions de fusta, la vida limitada de la fusta als castells de fusta i la vulnerabilitat als incendis; no obstant això els estudis arqueològics recents han demostrat que molts castells de fusta eren tan robusts i tan complexos com els seus equivalents de pedra. Alguns castells de fusta no es van convertir en pedra durant molts anys i al seu lloc es van expandir en fusta, com en el de Hen Domen.
Diverses de les primeres torrasses de pedra havien estat construïdes després de la conquesta, entre deu i quinze en existència el 1.100, i van créixer al segle xii fins al voltant de 100 cap a l'any 1216. En general es tracta d'un disseny de quatre cares amb les cantonades reforçades per contraforts de la pilastra. Les fortaleses eren de fins a quatre pisos d'altura, amb l'entrada en el primer pis per evitar que la porta es trenqués fàcilment cap avall. La força del disseny típicament venia del gruix de les parets: en general fetes de rag-stone, com en el cas del castell de Dover, aquestes parets poguessin ser de fins a 7,3 metres de gruix. Les fortaleses més grans van ser subdividides per una paret interna, mentre que les versions més petites, com la de Goodrich, tenien una sola i estreta càmera en cada pis. Les fortaleses de pedra van continuar requerint artesans experts per construir-les, i a diferència dels treballadors no lliures o serfs, aquests homes sí se'ls pagava, per la qual cosa les fortaleses de pedra eren per tant molt cares. També eren relativament més lentes per erigir-les, la paret d'una fortalesa només podia ser aixecada en general un màxim de 3.7 metres per any, per la qual cosa la torrassa de Scarborough va trigar deu anys per construir-se.
Les fortaleses de pedra normandes van jugar tant un paper militar i un de polític. La majoria de les torrasses eren físicament molt robustes i si bé no es van dissenyar com un lloc destinat a la defensa final d'un castell, sovint es col·locava prop dels punts febles en les parets per proporcionar foc de suport. Molts es van mantenir per utilitat purament militar: El castell de Norwich incloïa l'elaboració d'arqueries cegues en la part exterior de l'edifici, en un estil romà, i semblava tenir una ruta d'entrada cerimonial; l'interior de la fortalesa a Hedingham va poder haver allotjat cerimònies impressionants i esdeveniments, però contenia nombroses falles des d'una perspectiva militar. De la mateixa manera hi ha hagut un ampli debat sobre el paper del castell Orford, el disseny del qual era estretament semblant als palaus de l'Imperi Romà d'Orient, tant que va poder haver estat la intenció d'Enric II, ser de naturalesa més simbòlica que militar.
Una altra de les millores del segle xii en endavant va ser la creació de les torrasses tipus «closca de petxina» o shell, que implica la substitució de la torre de fusta a la mota amb una paret circular de pedra Els edificis es podrien construir al voltant de l'interior de la closca, produint un petit pati interior. El castell de Restormel és un exemple clàssic d'aquest desenvolupament amb una paret perfectament circular i una torre d'entrada quadrada mentre que el castell Launceston, encara que és més ovoide que circular, és un altre bon exemple del disseny i un dels més formidables castells de l'època. Els castells rodons eren inusualment populars a Cornualla i Devon. Encara que el disseny circular tenia avantatges militars, aquests realment van tenir importància després del segle xiii els orígens de disseny circular del segle xii van ser el disseny circular de les motes; de fet, alguns dissenys eren menys circulars amb la finalitat d'acomodar motes irregulars, com ara al castell de Windsor.

### Economia i societat

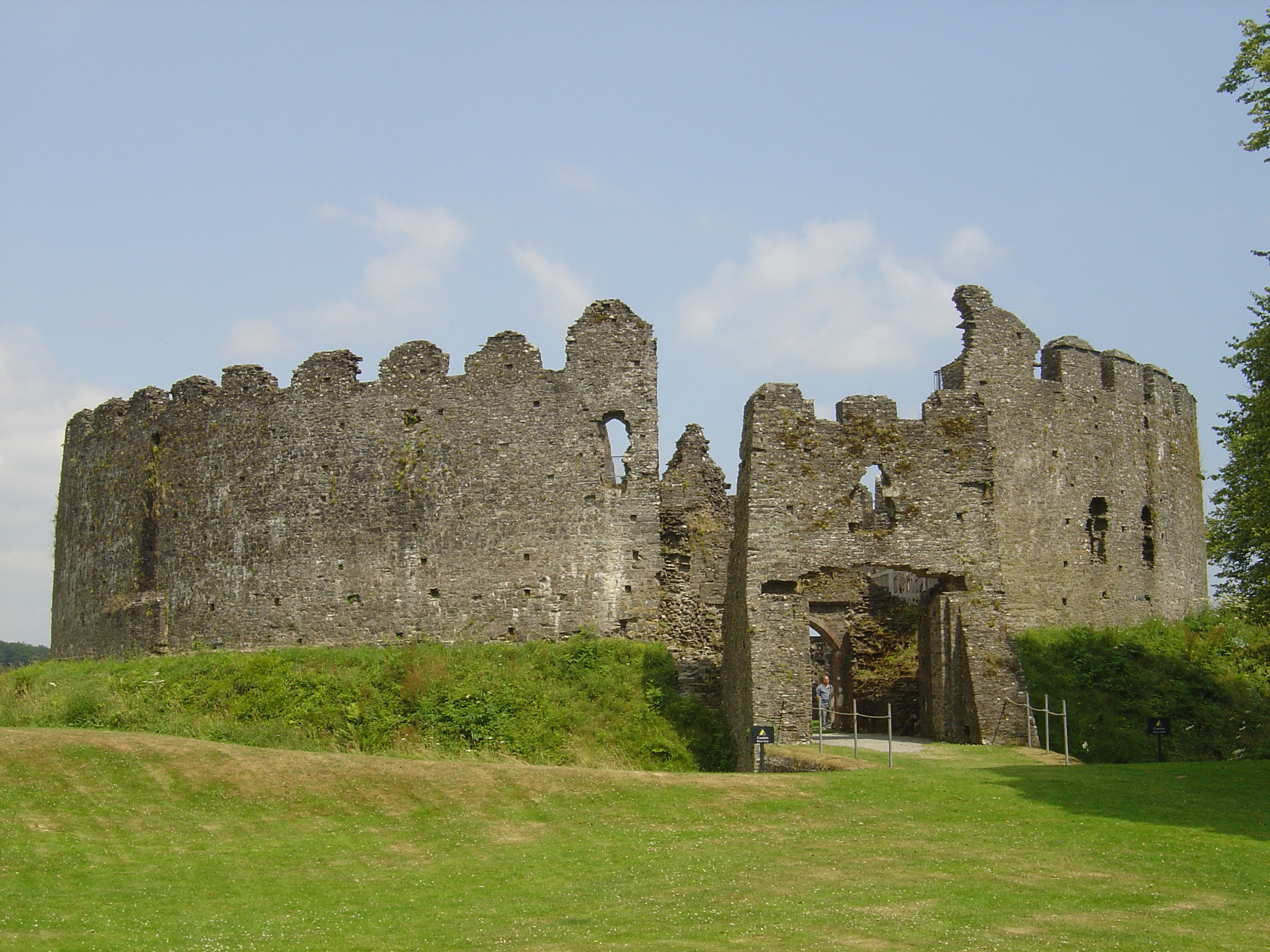
Les fortaleses shell del castell de Restormel a Anglaterra

Els castells anglesos durant el període van ser dividits en castells reials de propietat del rei, i castells senyorials controlats pels senyors anglo-normands. D'acord amb el cronista Guillem de Newburgh castells reials van formar els «ossos del regne». També es van designar una sèrie de castells reials com a castells Shrieval, formant el centre administratiu d'un comtat en particular, per exemple, el castell de Winchster que va servir com a centre d'Hampshire. Aquests castells van formar una base perquè el xèrif real es fes responsable de fer complir la justícia reial a la comarca corresponent; el paper del xèrif es va fer més fort i més clar a mesura que avançava el segle.

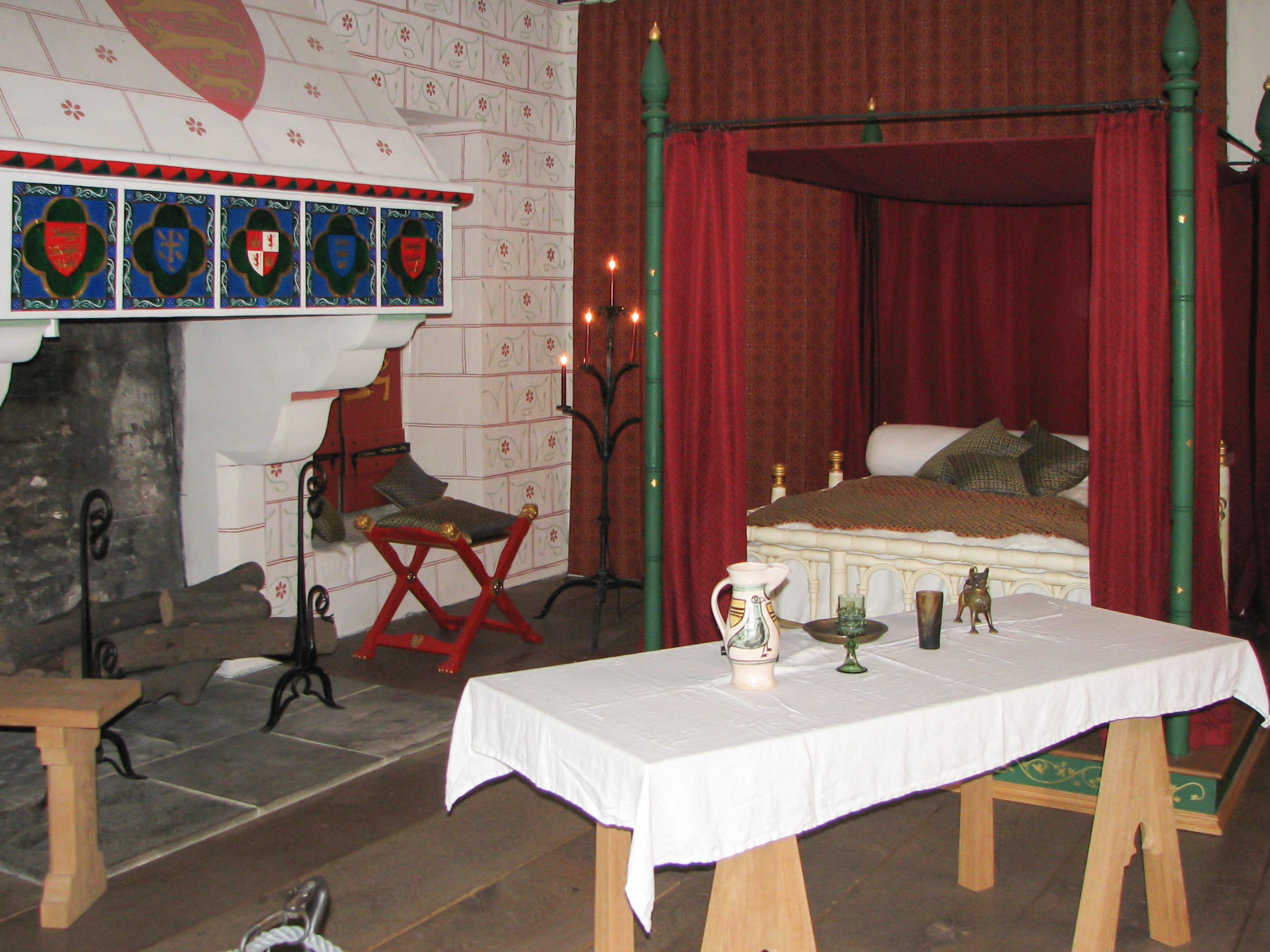
Una reconstrucció del saló d'Eduard I a la Torre de Londres (Anglaterra)

Una sèrie de castells reials estaven vinculats als boscos i uns altres a recursos clau. Els Boscos reals en el període medieval primerenc estaven subjectes a la jurisdicció reial especial; la llei forestal va ser, com l'historiador Robert Huscroft ho descriu, «dura i arbitrària com una qüestió exclusivament per a la voluntat del rei» i s'esperava que els boscos proveïssin al rei amb vedats de caça, matèries primeres, béns i diners. Els boscos estaven típicament junts als castells, tant per ajudar amb l'aplicació de la llei i per emmagatzemar els productes que s'extreien de l'economia local: el castell de Peveril estava relacionat amb el Peak Forest i a la mineria local de plom; St Briavels estava relacionat amb el Forest of Dean; i els castells de Knaresborough, Rockingham i Pickering estaven amb els seus boscos epònims, respectivament. En el sud-oest, on la Corona supervisava la indústria de la mineria de plom, els castells tals com el de Restormel van tenir un paper important fent executar la llei a través dels tribunals locals.
Els castells senyorials eren de diferents grandàries i sofisticacions; alguns van ser classificats com caput, o com la fortalesa clau d'un senyor determinat, i eren generalment més grans i millor fortificats del normal i en general sostenien els tribunals dels barons locals. El rei va continuar exercint el dret d'ocupar i utilitzar qualsevol castell del regne en resposta a les amenaces externes, en aquells casos ell podia dotar de personal els castells amb els seus propis homes; el rei també va retenir el dret d'autoritzar la construcció de nous castells, mitjançant l'expedició de llicències per crenellate ('licenses to crenellate'). Era possible per als bisbes construir o controlar castells, com l'important Castell de Devizes relacionant al Bisbat de Salisbury, encara que aquesta pràctica va ser desafiada en alguna ocasió. Al segle xii la pràctica de castells-guàrdies va sorgir a Anglaterra i Gal·les, en les quals se'ls va assignar terres als senyors locals sota la condició que el receptor proporcionaria un cert nombre de cavallers o sergents per a la defensa d'un castell. En alguns casos, com el castell de Dover, aquest arranjament es va fer bastant sofisticat amb torres del castell sent nomenades després amb deures de castell-guàrdia.
Els vincles entre els castells i les terres circumdants i finques van ser particularment importants durant aquest període. Molts castells, tant reials i senyorials, tenien parcs de cérvol ('deer parks') o de persecucions ('chases') a tocar, per a efectes de la caça. Aquests en general s'estenia des del poble o fins a la ciutat associada amb el castell, però a vegades un castell es va col·locar al centre d'un parc, tal com en el castell de Sandal.

### L'anarquia

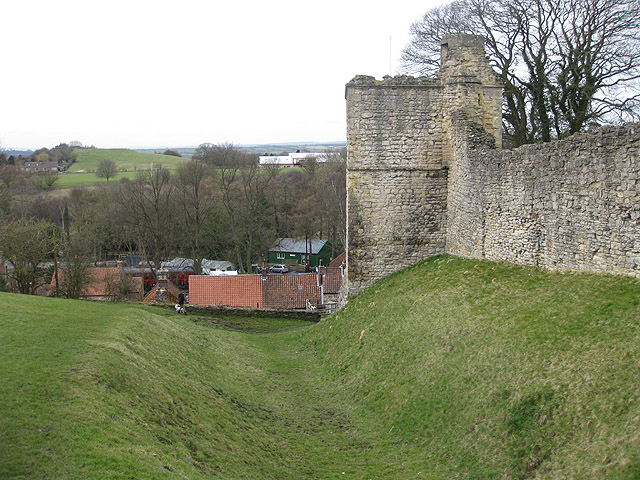
El castell de Pickering a Anglaterra (a la dreta), i el counter-castle dels anys de l'Anarquia (a dalt a l'esquerra)

La guerra civil va esclatar a Anglaterra entre 1139 i 1153, la formació d'un període turbulent en el qual les faccions rivals del rei Esteve i l'emperadriu Matilde lluitaven pel poder. Les batalles obertes eren relativament rares durant la guerra, amb campanyes en el seu lloc centrades en una seqüència d'atacs i setges amb comandants intentant obtenir el control sobre els castells vitals que controlaven el territori de les regions rivals. La tecnologia de setge durant l'anarquia es va centrar en màquines bàsiques de llançament de pedres, tals com a ballestes i catapultes, amb el suport de les torres de setge i la mineria, en combinació amb el bloqueig i, a vegades, assalts directes. La fase del conflicte conegut com «la Guerra dels Castells» va veure a banda i banda, intents de derrotar els altres a través de setges, com els intents de Stephen per prendre la fortalesa de Wallingford, la fortalesa més oriental a les torres d'embranzida de Matilda en direcció a Londres, o els intents de Geoffrey de Mandeville per apoderar-se d'East Anglia mitjançant la presa del castell de Cambridge.
Ambdues parts van respondre al desafiament del conflicte mitjançant la construcció de nous castells, de vegades com un conjunt de fortificacions estratègiques. En el sud-oest, partidaris de Matilda van construir una sèrie de castells per protegir el territori, en general dissenys de mota i pati com els castells Winchcombe, Upper Slaughter, o Bampton. De la mateixa manera, Stephen va construir una nova cadena de castells a Burwell, Lidgate, Rampton, Caxton i Swavesey, tot al voltant de deu a quinze quilòmetres (6 a 9 milles), amb la finalitat de protegir les seves terres prop de Cambridge. Molts d'aquests castells van ser anomenats adulterine (no autoritzat), perquè cap permís de construcció oficial va ser donat. Cronistes contemporanis van veure això com una qüestió d'interès; Robert de Torigny va suggerir que almenys 1.115 castells s'havien construït durant el conflicte, encara que això era probablement una exageració com en altres llocs que suggereixen una xifra alternativa de 126. Una altra característica de la guerra va ser la creació de molts contra-castells o counter-castles. Aquests havien estat utilitzats en conflictes anglesos durant diversos anys abans de la guerra civil i consistien en la construcció d'un castell de base durant un setge, juntament amb el principal objectiu d'atac. Normalment, aquests serien construïts, ja sigui en un traçat circular o en un disseny de mota i pati entre 200 i 300 iardes (180 i 270 metres) lluny de l'objectiu, just més enllà de la gamma d'un arc. Els counter-castles podrien usar-se punt per actuar com a plataformes de tir per a armes de setge, o com a bases per al control de la regió en el seu propi dret. La majoria dels counter-castles van ser destruïts després del seu ús, però en alguns casos els moviments de terra van sobreviure, tals com els counter-castles anomenats Jew's Mount i Mount Pelham construïts per Stephen l'any 1141 a fora del castell d'Oxford.
El fill de Matilda, Henry II va assumir el tron al final de la guerra i immediatament va anunciar la seva intenció d'eliminar els castells adulterine que havien sorgit durant la guerra, però no és clar com de reeixit va ser aquest esforç. Robert de Torigny va registrar que 375 van ser destruïts, sense donar els detalls darrere de la xifra; Els estudis recents de regions seleccionades han suggerit que un menor nombre de castells van ser probablement destruïts del que es pensava i que molts d'ells van poder simplement ser abandonats al final del conflicte. Certament, molts dels nous castells eren de caràcter transitori: L'historiador Oliver Creighton observa que el 56 % dels castells coneguts que s'han construït durant el regnat de Stephen «van desaparèixer per complet».

### La propagació de castells a Escòcia, Gal·les i Irlanda

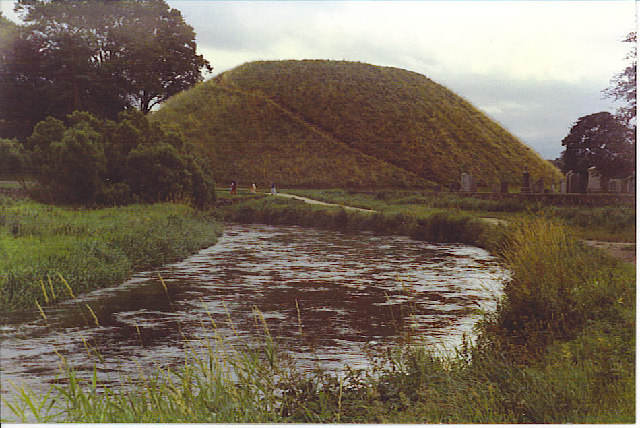
La Bass of Inverurie a Escòcia, un castell de mota castral construït a mitjan segle XII

Els castells a Escòcia van sorgir a conseqüència de la centralització de l'autoritat reial al segle xii. Abans dels anys 1120, hi ha molt poca evidència de l'existència de castells a Escòcia, que havia romàs políticament menys centralitzat que a Anglaterra amb el nord encara governat pels reis de Noruega. David I d'Escòcia va passar un temps a la cort d'Enric I en el sud, fins que es va convertir en el comte de Huntingdon, i va tornar a Escòcia amb la intenció d'estendre el poder reial en tot el país i la modernització de la tecnologia militar d'Escòcia, incloent-hi la introducció de castells. El rei escocès va encoratjar els nobles normands i francesos a establir-se a Escòcia, introduint d'una manera feudal la tinença de terres i l'ús de castells com una forma de controlar les terres baixes impugnades. El sistema de govern quasiindependent de Galloway, que s'havia resistit a la regla de David i els seus predecessors, era un enfocament particular per a aquesta colonització. La grandària d'aquests castells escocesos, construccions principalment de fusta tipus mota i pati (bailey), variaven considerablement de dissenys grans, tals com el Bass of Inverurie, als castells més petits com el castell de Balmaclellan. Com ha suggerit l'historiador Lise Hull, la creació de castells a Escòcia «tenia a veure menys que amb la conquesta» i més que veure amb «l'establiment d'un sistema de govern».
L'expansió normanda a Gal·les es va desaccelerar al segle xii, però seguia sent una amenaça constant per als governants natius restants. En resposta als prínceps de Gal·les i senyors van començar a construir els seus propis castells, generalment de fusta. Hi ha indicis que això pogués haver començat des de 1111 en endavant sota el príncep Cadwgan ap Bleddyn amb la primera prova documental d'un castell gal·lès nadiu a Cymmer l'any 1116. Aquests castells de fusta, inclouen els Tomen i Rhodwydd, Tomen i Faerdre i Gaer Penrhôs, eren d'una qualitat equivalent a les fortificacions normandes a la zona i pot resultar difícil de distingir els constructors d'alguns llocs de l'evidència arqueològica. A la fi del segle els governants gal·lesos van començar a construir castells de pedra, sobretot al principat de Gal·les del Nord.

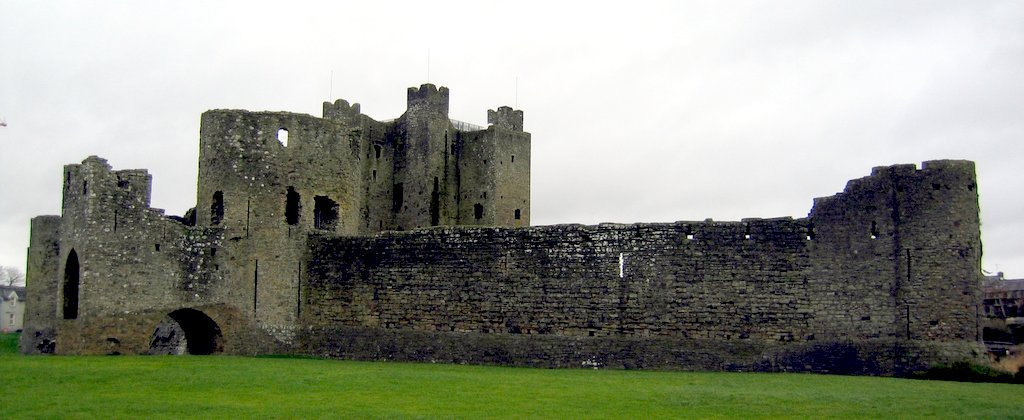
El castell de Trim a Irlanda, construït immediatament després de la invasió normanda

Irlanda es va mantenir governada per reis natius al segle xii, en gran part sense l'ús de castells. Hi havia una història de fortificacions irlandès anomenat rath, un tipus de fort circular (ringfort), alguns dels quals foren fortament defensats però que no es consideren generalment castells en el sentit habitual de la paraula. Els reis de Connacht van construir fortificacions a partir de 1124 que van anomenar caistel o caislen, del llatí i francès per a castell, i hi ha hagut debats acadèmics sobre fins a quin punt s'assemblaven als castells europeus.
La invasió normanda d'Irlanda es va iniciar entre 1166 i 1171, sota el primer Richard de Clare i Enric II d'Anglaterra, amb l'ocupació del sud i l'est d'Irlanda per un nombre de barons anglo-normands. El ràpid èxit normand va dependre d'avantatges econòmics i militars, amb castells que els permetien controlar els territoris recentment conquistats. Els nous senyors ràpidament van construir castells per protegir les seves possessions, moltes d'aquestes construccions eren de mota i bailey (mota castral); a Louth almenys 23 d'ells van ser construïts. Segueix sent incert quants castells de traçat circular van ser construïts a Irlanda pels anglo-normands. Altres castells, com el de Trim i el Carrickfergus, van ser construïts en pedra, com els centres caput per als principals barons.
L'anàlisi d'aquests castells de pedra suggereixen que la construcció en pedra no era simplement una decisió militar; de fet, varis dels castells contenen defectes defensius greus En canvi els dissenys estaven destinats tant per augmentar el prestigi dels propietaris dels barons i per proporcionar un espai adequat per a l'aparell administratiu dels nous territoris. A diferència de Gal·les, els senyors irlandesos no semblen haver construït els seus propis castells en qualsevol nombre significatiu durant el període.

## Segles XIII i XIV

### Avanços militars

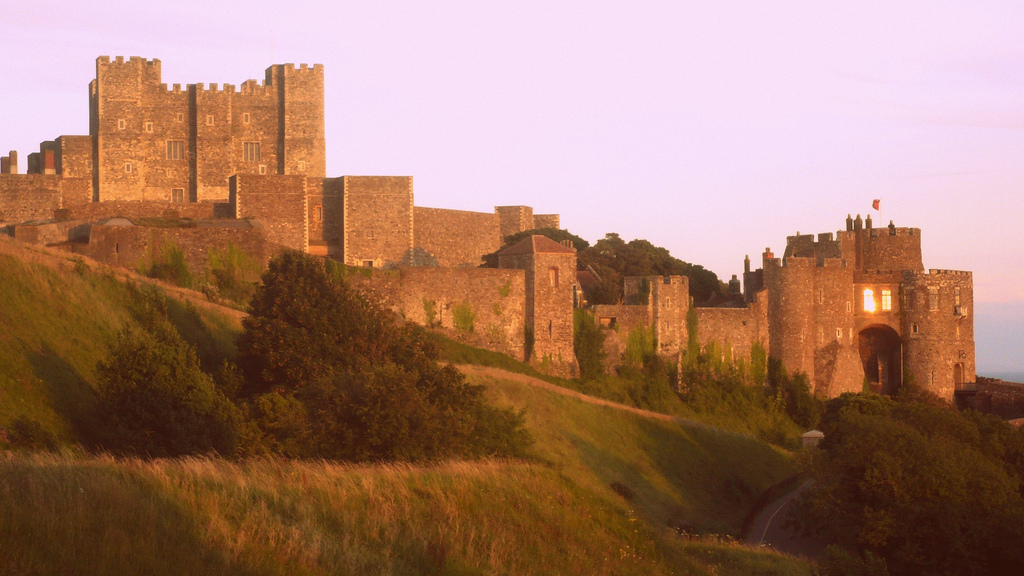
El castell de Dover a Anglaterra, construït en un disseny concèntric

El disseny dels castells a Gran Bretanya va continuar canviant cap al final del segle xii. Els castells de mota i pati van deixar de ser construïts després de la mort d'Enric II en la major part d'Anglaterra, encara que van continuar sent erigits a Gal·les i al llarg de les Marques. Fortaleses quadrades van romandre iguals en gran part d'Anglaterra, en contrast amb les fortaleses circulars al punt que prevalien cada vegada més a França; en les marques, no obstant això, els dissenys de fortaleses circulars es van fer més populars. Els castells van començar a adquirir una forma tancada més regular, idealment en quadrilàters o almenys amb polígons en el disseny, especialment en el sud. Les torres de flanc (flanking towers), inicialment eren quadrades i més tard corbades, van ser introduïdes al llarg de les parets i les casetes començant a créixer en grandària i complexitat, amb rasclets que van ser introduïts per primera vegada. Els castells com el castell de Dover i la Torre de Londres es van ampliar en un disseny concèntric, en el que Cathcart King ha anomenat com el desenvolupament primerenc de l'«enriquiment científic».
Els avanços es van estendre a les possessions anglonormandes d'Irlanda, on aquest estil anglès de castells va dominar durant tot el segle xiii, encara que l'economia irlandesa deteriorada del segle xiv va portar fi a aquesta ona de construcció. A Escòcia, Alexandre II i Alexandre III van dur a terme una sèrie de projectes de construcció de castells en l'estil modern, malgrat la primerenca mort d'Alexandre III que va provocar conflictes a Escòcia i intervenció angleses sota el comandament d'Eduard I l'any 1296. En les guerres de la independència escocesa la construcció de castells a Escòcia va alterar el seu rumb, allunyant-se de construccions grans i de castells convencionals amb murs cortina. Els escocesos van adoptar la política de menysprear, o deliberadament destruir, castells capturats dels anglesos per evitar que es tornessin a fer servir en invasions posteriors, la major part dels nous castells escocesos construïts pels nobles eren dissenys de torre-casa (tower house), els pocs castells grans construïts a Escòcia eren típicament castells reials, construïts pels reis d'Escòcia.

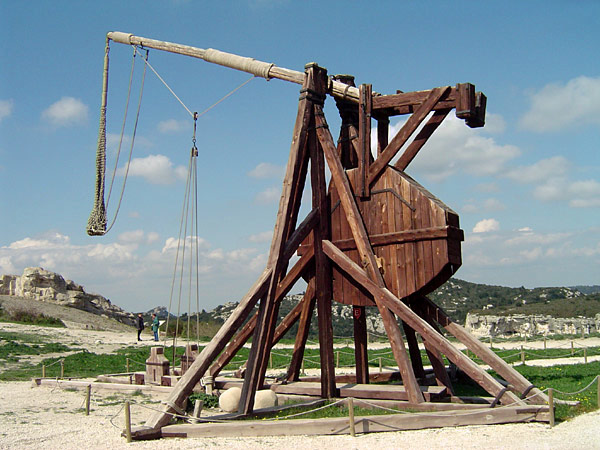
Una reconstrucció d'un trabuquet

Alguns d'aquests canvis van ser impulsats per l'evolució de la tecnologia militar. Abans de 1190 la mineria s'utilitzava molt poc i les màquines de setge de l'època eren en gran manera incapaces de danyar les parets gruixudes dels castells. La introducció del Trabuquet va començar a canviar aquesta situació; la qual era capaç de llançar boles molt més pesades, amb notable precisió, i els dispositius reconstruïts han demostrat ser capaços de fer forats a les parets. Els trabuquets es van registrar per primera vegada a Anglaterra l'any 1217, i probablement s'usaven des de l'any anterior. Ricard I els va utilitzar en els seus setges durant la Tercera Croada i sembla haver començat a alterar els dissenys dels castells per donar cabuda a la nova tecnologia al seu retorn a Europa. El trabuquet sembla haver fomentat el canvi cap a torres rodones i poligonals i murs corbes. A més de tenir menys o cap zona morta, i sent més fàcil de defensar-se contra les explosions, aquests dissenys del castell també eren molt més difícils d'atacar amb catapultes, ja que les superfícies corbes podien desviar una mica de la força del tret.
Els castells van veure l'ús cada vegada major d'espitlleres per al segle xii, especialment a Anglaterra, gairebé amb tota seguretat vinculada a la introducció de ballestes. Aquestes espitlleres es combinaven amb posicions de tret des de la part superior de les torres, inicialment protegits per cadafals de fusta fins que els matacans de pedra es van introduir a Anglaterra a la fi del segle xiii. La ballesta era un important avanç militar des del més antic arc curt i va ser l'arma favorita pel temps de Ricard I; Es van necessitar moltes ballestes i un gran nombre de baralles per subministrar forces reials, al seu torn requerien producció de ferro a major escala. A Anglaterra, les ballestes es van fer principalment a la Torre de Londres, però el castell de St Briavels, amb el Forest of Dean que podia subministrar matèries primeres, es va convertir en el centre nacional per a la fabricació d'armes. A Escòcia, el castell d'Edimburg va esdevenir el centre per a la producció d'arcs, ballestes i màquines de setge per al rei.

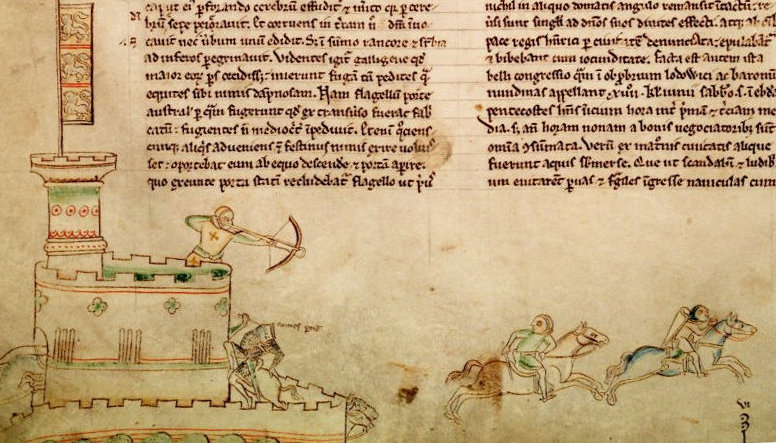
Un esbós contemporani del castell de Lincoln a Anglaterra en l'inici del, defensat per un ballester

Un resultat d'això va ser que els castells anglesos de setges van créixer en complexitat i escala. Durant la Primera Guerra dels Barons entre 1215 i 1217, els setges prominents dels castells de Dover i de Windsor van mostrar la capacitat dels dissenys més moderns de resistir l'atac; el setge reeixit del rei Joan a Rochester va requerir un assalt elaborat i sofisticat segons els informes, que van costar al voltant de 60.000 'marks', o 40.000 lliures. El setge del castell de Bedford en 1224 va requerir que Enric III portés màquines de setge, enginyers, ballestes, equips i treballadors de tota Anglaterra. El setge del castell de Kenilworth a l'any 1266, durant la Segona Guerra dels barons, va ser més gran i llarg. Extenses defenses d'aigua van resistir l'atac del futur Eduard I, a pesar que el principal objectiu eren les parts més febles dels murs del castell, emprant enormes torres de setge i intentant un atac nocturn utilitzant barcasses portades de Chester. Els costos del setge van esgotar els ingressos de deu comtats anglesos. Els setges a Escòcia eren inicialment de menor abast, sent el setge del castell de Rothesay l'any 1230 el primer esdeveniment registrat, on els noruecs que assetjaven van ser capaços de derrocar els murs de pedra relativament febles amb eixos després de només tres dies. Quan Eduard I va envair Escòcia, va portar amb si les capacitats de setge que havia evolucionat al sud de la frontera: El castell d'Edimburg va caure en de tres dies, i els castells de Roxburgh, Jedburgh, Dunbar, Stirling, Lanark i Dumbarton es van rendir al rei. Els setges anglesos posteriors, tals com els atacs contra el castell de Bothwell i Stirling, de nou van utilitzar recursos considerables incloent màquines de setge gegants i grans equips de miners i paletes.

### Economia i societat
Una sèrie de castells reials, des del segle xii en endavant, van formar una xarxa essencial de magatzems reals al segle xiii per a una àmplia gamma de productes incloent aliments, begudes, armes, armadures i matèries primeres. Castells com el de Southampton, Winchester, Bristol i la Torre de Londres es van utilitzar per importar, emmagatzemar i distribuir vins reials. Els castells reials anglesos també van ser utilitzats com a presons – el 1166 l'Assize de Clarendon va insistir que els xèrifs reals establissin les seves pròpies presons i, en els anys següents, les presons del comtat van ser col·locades en tots els castells reials. Les condicions en aquestes presons eren pobres i reclamacions per mal tractament i de gana eren comuns; el castell de Northampton aparentment va veure alguns dels pitjors abusos.
El desenvolupament dels castells dels barons d'Anglaterra es va veure afectats pels canvis econòmics durant el període. Durant els segles xiii i XIV els ingressos mitjans dels barons anglesos van augmentar, però la riquesa es va concentrar en mans d'un petit nombre d'individus, amb una gran discrepància en els ingressos. Al mateix temps, els costos de manteniment i la dotació de personal d'un castell modern van anar en augment. El resultat va ser que, encara que hi havia al voltant de 400 castells a Anglaterra l'any 1216, el nombre de castells va continuar disminuint en els següents anys; fins i tot els barons rics estaven disposats a deixar que alguns castells estiguessin en desús per concentrar els seus recursos en els restants. El sistema de castell de guàrdia (castle-guard system) es va esvair a Anglaterra, sent reemplaçat per rendes financeres, encara que va continuar a les Marques Gal·leses fins al segle xiii, va veure un ús limitat durant l'ocupació d'Eduard I d'Escòcia a principis del segle xiv.
Els castells anglesos restants es van fer cada vegada més còmodes. Els interiors van ser sovint pintats i decorats amb tapissos, que serien transportats de castell en castell a mesura que els nobles viatjaven per tot el país. Va haver-hi un nombre creixent de guarda-robes construïts a l'interior dels castells, mentre que als castells més rics les plantes podrien ser de rajoles i les finestres decorades amb vidre Sussex Weald, la qual cosa permet la introducció de seients en les finestres per llegir. El menjar podria ser transportat als castells a través de distàncies relativament llargues: per exemple, els peixos eren portats al castell d'Okehampton des del mar a uns 40 quilòmetres (25 milles) de distància. La carn de cérvol va continuar sent l'aliment més consumit en gran manera en la majoria dels castells, en particular els envoltats d'amplis parcs o boscos com el castell de Barnard, mentre que els talls de carn de cérvol van ser importats a aquests castells que mancaven de les zones de caça, com el de Launceston.
A la fi del segle xiii alguns castells van ser construïts dins de «paisatges dissenyats» acuradament, de vegades mostrant una distinció entre un nucli intern d'un herber, un petit jardí tancat completament amb horts i petits estanys, i una zona exterior amb estanys més grans i edificis de gran prestigi com a «edificis religiosos, molins i assentaments», potencialment posats dins d'un parc. Una glorieta, o un conjunt d'habitacions petites, eren construïts dins del castell per a permetre que el resultat s'apreciés. Al castell de Leeds es va col·locar el castell redissenyat de la dècada de 1280 dins d'un gran jardí d'aigua, mentre que al castell de Ravensworth, al final del segle xiv, un llac artificial estava envoltat per un parc per a produir una entrada estètica i simbòlica a la fortificació. La creació de parcs més amplis i boscos més ben gestionats va donar com a resultat que cada vegada augmentés més a Anglaterra la proporció de daines petites consumides pels habitants dels castells.

### Principats gal·lesos i castells eduardians

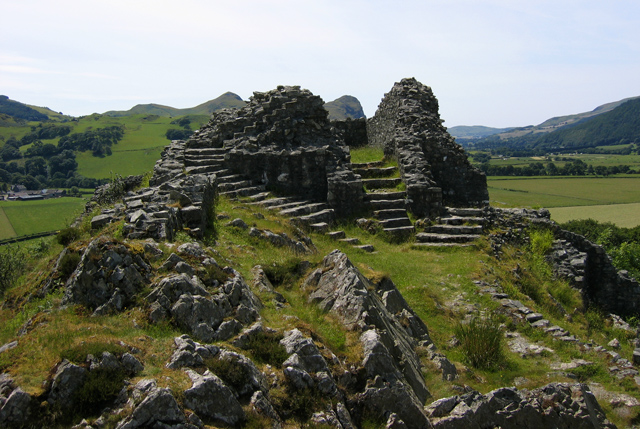
Castell de Llywelyn el Gran i el castell y Bere a Gal·les

Durant el segle xiii els prínceps de Gal·les natius van construir una sèrie de castells de pedra. La grandària d'aquests variava considerablement de fortificacions des de petits, com Dinas Emrys a Snowdonia, als castells més importants com el castell de Deganwy i el més gran Castell y Bere. La majoria tenien rases profundes llaurades en la roca per protegir el castell principal. Els castells de Gal·les es van construir generalment amb un relativament curta torrassa, que s'utilitza com a zona habitable per als prínceps i nobles, i amb distintives torres de vigilància rectangulars al llarg de les parets. En comparació dels castells normands les casetes eren molt més febles en el disseny, amb gairebé cap ús de rasclets o escales de caragol, i la maçoneria de les parets exteriors també eren en general inferiors als castells normands. L'últim castell de Gal·les natiu, construït en la dècada de 1260, s'assemblen més als dissenys normands; en el cas de Dinas Brân incloent una torrassa rodona i una porta fortificada (gatehouse) normanda de defensa.
L'any 1277 Edward I va llançar una invasió final de les places restants nadiues en el nord de Gal·les, amb la intenció d'establir el seu domini sobre la regió en una base permanent. Com a part d'aquesta ocupació va donar instruccions als seus principals nobles per construir vuit nous castells a la regió; els castells d'Aberystwyth i Builth al mig de Gal·les i els castells de Beaumaris, Conwy, Caernarfon, Flint, Harlech i de Rhuddlan al nord de Gal·les. L'historiador R. Allen Brown ha descrit això com «entre els millors assoliments de l'arquitectura militar medieval [a Anglaterra i Gal·les]». Els castells van variar en disseny, però en general es caracteritzaven per poderoses torres murals al llarg de les parets del castell, amb múltiples llocs de tir i barbacanes grans i extremadament ben defensades. Els castells van ser destinats a ser utilitzats pel rei quan estigués a la regió ja incloïen un complet allotjament d'alt estatus. El rei Edward també va establir diverses noves ciutats angleses, i en diversos casos els nous castells van ser dissenyats per ser utilitzats al costat de les parets de la ciutat fortificada, com a part d'una defensa integrada. L'historiador Richard Morris ha suggerit que «la impressió està fermament determinat per un grup d'elit d'homes de guerra, des de fa molt temps companys d'armes del rei, caient en una orgia d'expressió arquitectònica militar amb un pressupost gairebé il·limitat».

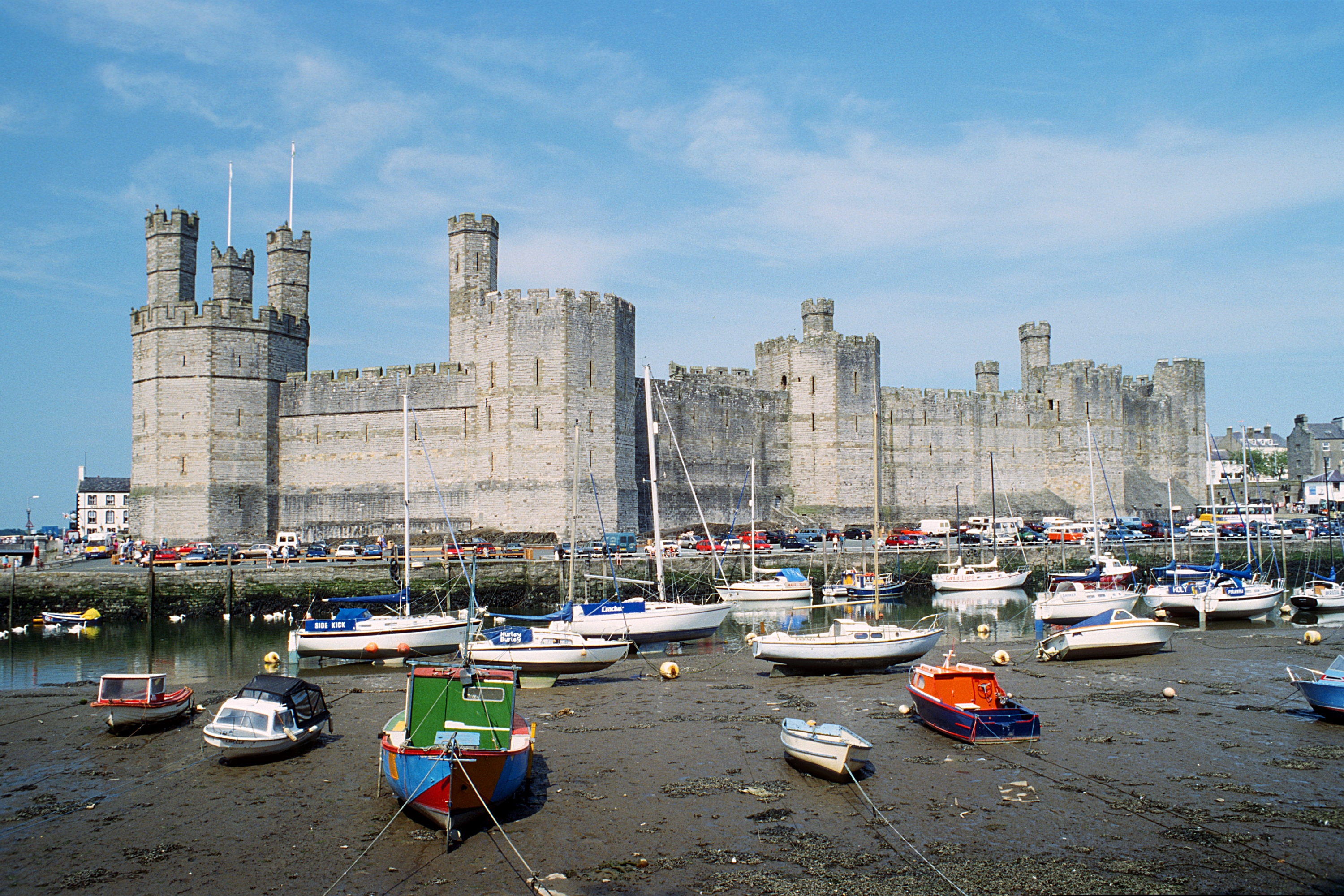
El castell de Caernarfon d'Eduard I a Gal·les

James of Saint George, un famós arquitecte i enginyer de Savoia, fou probablement responsable de la major part dels treballs de construcció en tota la regió. Els castells eren extremadament costosos de construir i requerien obrers, paletes, fusters, excavadors i recursos de construcció que eren recollits pels xèrifs locals de tot Anglaterra, sent reunits a Chester i Bristol, abans de ser enviats a Gal·les del Nord a la primavera, tornant a casa cada hivern. El nombre de treballadors implicats van col·locar un drenatge significatiu en la força laboral nacional del país. El cost financer total no es pot calcular amb certesa, però les estimacions suggereixen que el cost del programa de construcció de castells fou almenys de 80.000 £ - quatre vegades la despesa real total dels castells entre 1154 i 1189.
Els castells d'estil «eduardià» també feien declaracions simbòliques fortes sobre la naturalesa de la nova ocupació. Per exemple, Caernavon estava decorat amb àguiles tallades, equipat amb torres poligonals i cara maçoneria, tots ells dissenyats per imitar les muralles de Teodosi a Constantinoble, i després la imatge idealitzada del poder imperial. El lloc actual del castell també va poder haver estat important, ja que es col·locaven prop de l'antiga fortalesa romana de Segontium. La porta fortificada d'entrada, amb un excés de cinc conjunts de portes i sis rasclets, també sembla haver estat dissenyada per impressionar els visitants i per invocar una imatge d'un castell del Rei Artur, també es creu que ha estat de caràcter romà d'Orient.

### Palau-fortalesa

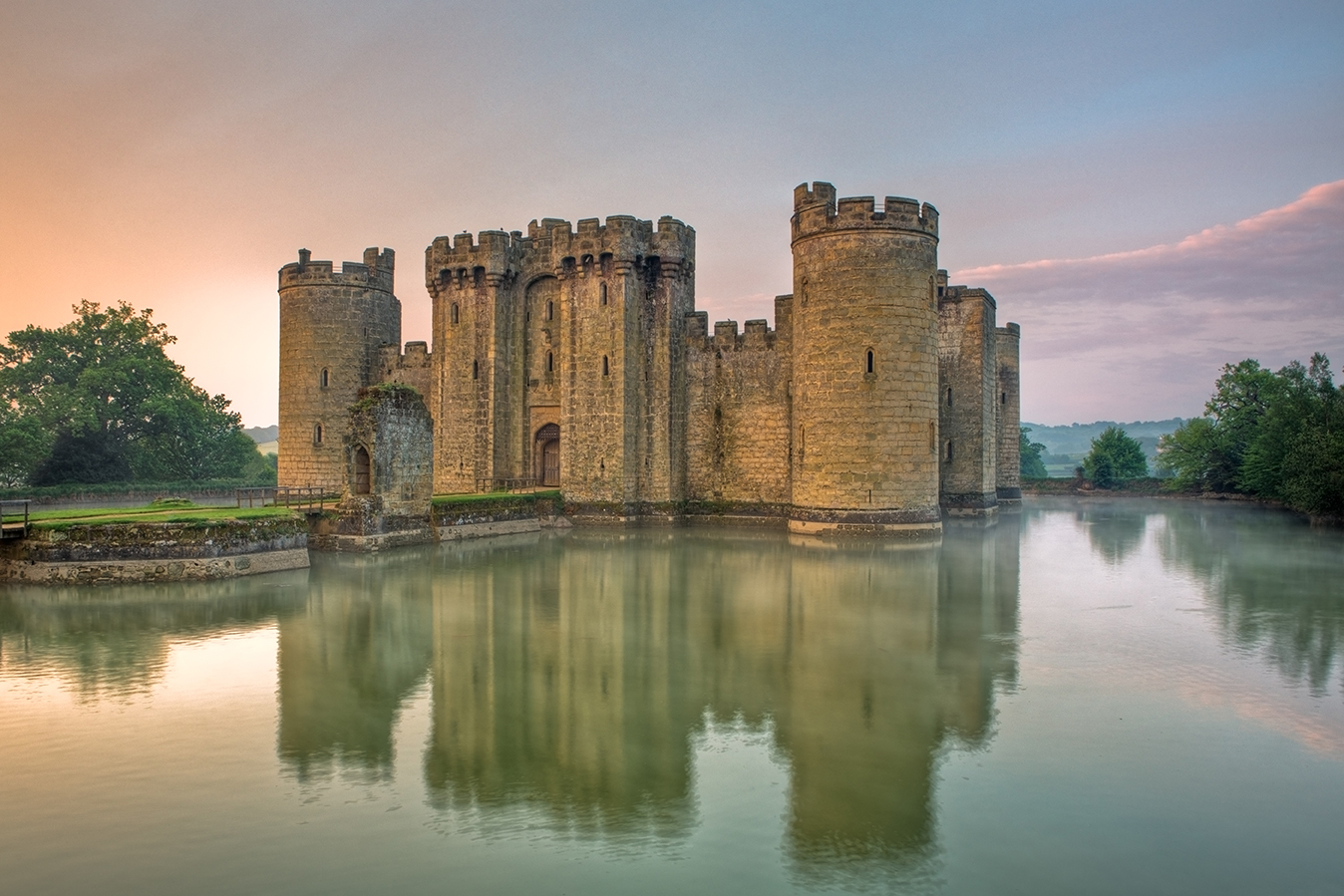
El castell de Bodiam a Anglaterra, dissenyat com una luxosa casa privada.

A mitjan segle xiii Enric III va començar a redissenyar els seus castells favorits, que inclouen al Castell de Winchester i a Windsor, construint sales de major grandària, capelles més grans, i instal·lant finestres de cristall i decorant els palaus amb parets i mobles pintats. Això va marcar el començament d'una tendència cap al desenvolupament de grans castells dissenyats de forma elaborada. La vida en les primeres fortaleses s'havia centrat entorn d'una sola gran sala, amb privadesa per a la família del propietari a un pis superior per a llur comoditat. Al segle xiv els nobles viatjaven menys, portant amb ells més habitants quan feien viatges i entretenint els visitants amb igual nombre de seguicis. Castells com el de Goodrich van ser redissenyats en els anys 1320 per proporcionar una major privadesa residencial i comoditat per a la família governant, mentre que al mateix temps conservaven forts elements de defensa i una capacitat per més de 130 residents al castell. El disseny va influenciar les conversions posteriors al castell de Berkeley i al moment en què el castell de Bolton s'estava construint, en la dècada de 1380, va ser dissenyat per albergar fins a vuit famílies nobles diferents, cadascuna amb les seves pròpies instal·lacions. Castells reals com Beaumaris, encara que està dissenyat per a defensa, van ser dissenyats per albergar fins a onze famílies diferents en un moment donat.
Els reis i els senyors més rics podien permetre's el luxe de redissenyar castells per produir palau-fortalesa. Eduard III va gastar 51.000 lliures en la renovació del castell de Windsor; això era més d'una vegada i mitja l'ingrés anual típic d'Edward. En paraules de Steven Brindle el resultat va ser «un gran palau aparentment arquitectònicament unificat ... uniforme en tota mena de formes, quant a la línia del sostre, l'altura de les finestres, la línia de la cornisa, planta i altura dels sostres», fent ressò en els dissenys més antics, però sense cap valor defensiu real. L'adinerat John of Gaunt va redissenyar el cor del castell de Kenilworth, com Windsor el treball emfatitzava a estar unificat, un disseny rectangular i la separació de les àrees baixes de servei dels pisos superiors i un contrast d'exteriors austers amb luxosos interiors, especialment en el primer pis del pati interior dels edificis. A la fi del segle xiv un estil perpendicular anglès havia sorgit.

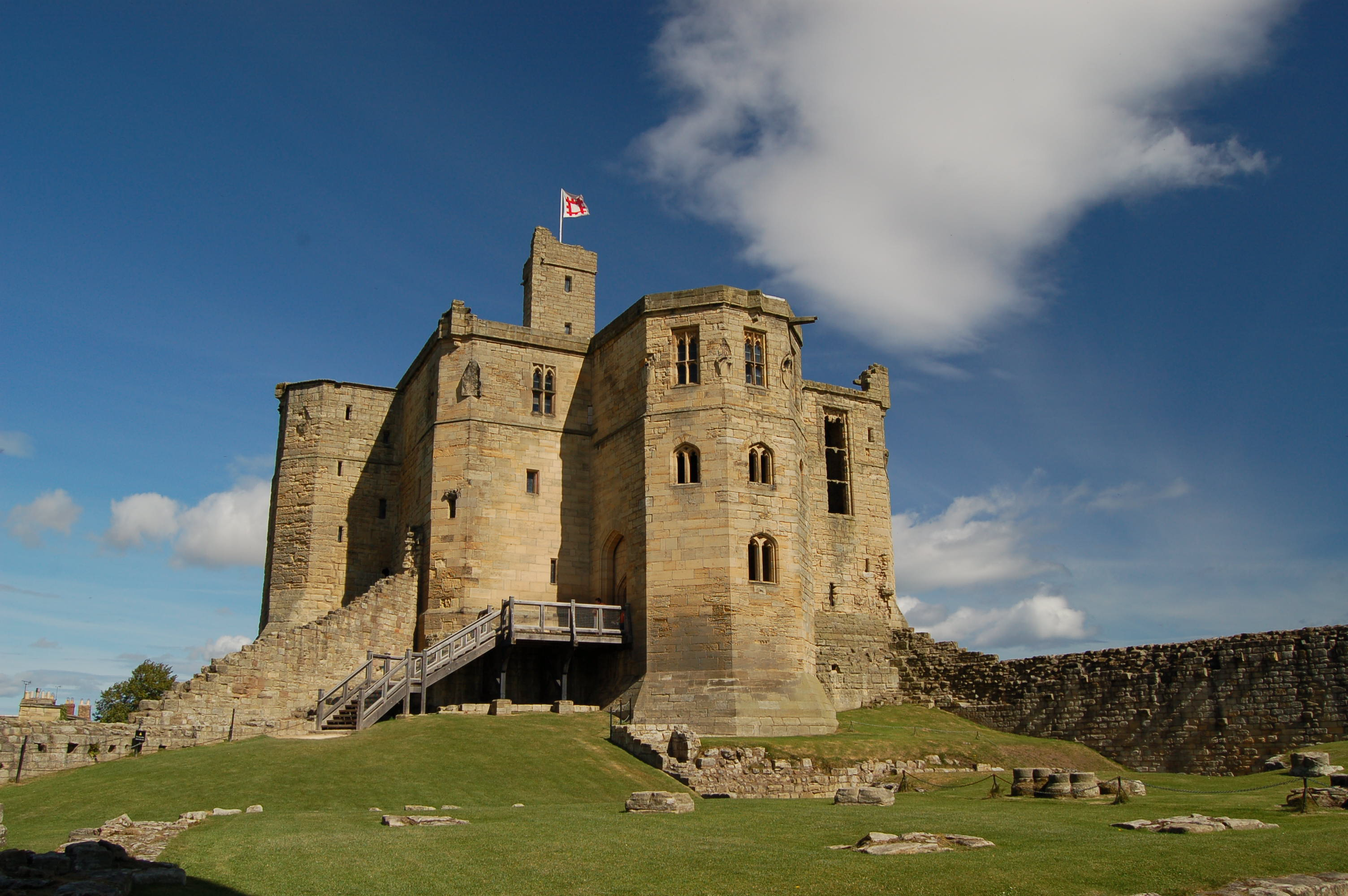
La torra fortalesa de finals del : el Castell de Warkworth a Anglaterra.

Al sud d'Anglaterra castells privats estaven sent construïts per famílies de recent aparició, rics; com el treball en Windsor, aquests castells es van basar en els temes d'arquitectura de dissenys marcials, però no tenien la intenció de formar una defensa seriosa contra l'atac. Aquests nous castells estaven molt influenciats pels dissenys francesos, involucrant un castell de forma rectangular o semirectangular amb torres en les cantonades, portes fortificades i un fossat; les parets efectivament tancant un pati còmode no gaire diferent de la d'un senyoriu no fortificat. El castell de Bodiam construït en la dècada de 1380 posseïa un fossat, torres i troneres, però, en lloc de ser una veritable fortificació militar, el castell va ser pensat principalment per ser admirada pels visitants i s'utilitzava com un habitatge de luxe - l'arquitectura de cavalleria invocava implícitament les comparacions amb el gran castell d'Eduard I a Beaumaris.
En el nord d'Anglaterra millores en la seguretat de la frontera amb Escòcia, i l'ascens de les principals famílies nobles com els Percies i els Neville, van encoratjar un augment en la construcció de castells a la fi del segle xiv. Palaus-fortaleses tals com Raby, Bolton i el castell de Warkworth van prendre els estils de castell quadrangulars del sud i els van combinar amb grans torres clau o fortaleses per formar un estil del nord distintiu. Construïts per les principals cases de nobles aquests castells eren típicament encara més opulents que els construïts pels nou-rics del sud. Van marcar el que l'historiador Anthony Emery ha descrit com un «segon pic de la construcció de castells a Anglaterra i Gal·les», després dels dissenys eduardians a la fi del segle xiv.

### Introducció de la pólvora

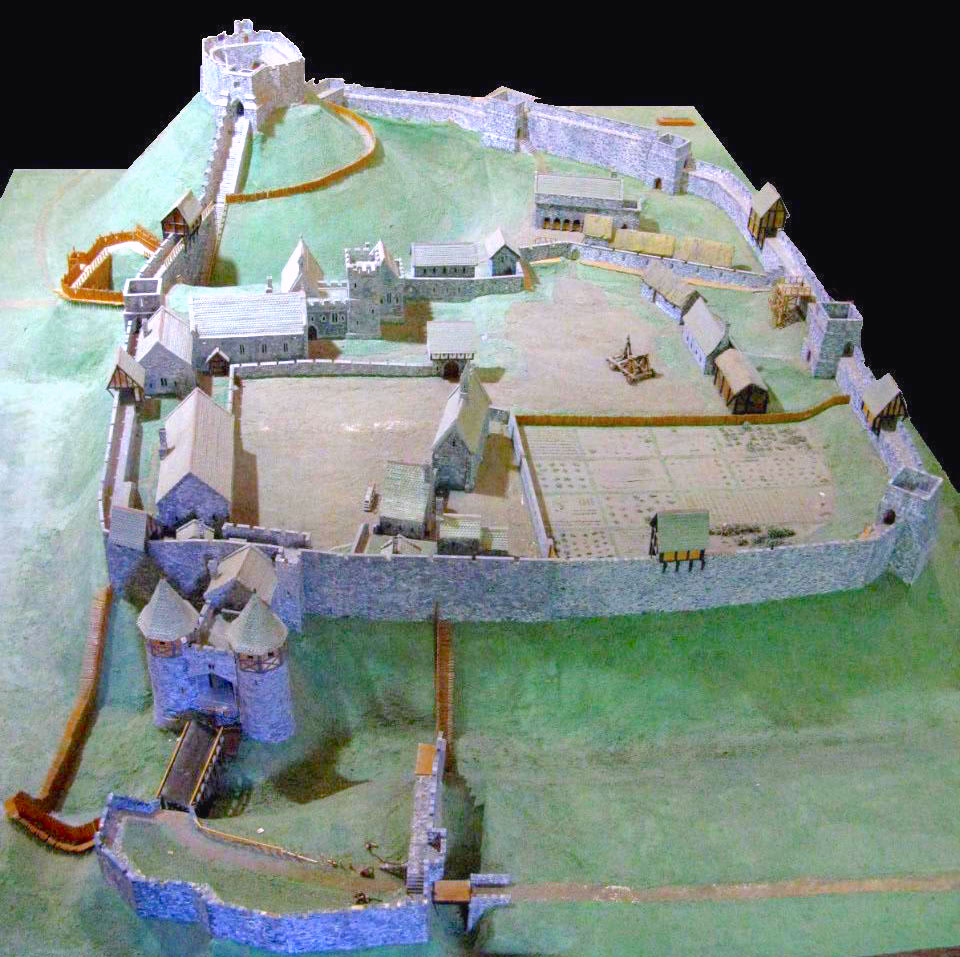
El castell de Carisbrooke a Anglaterra, poc després de l'addició de canons a les seves defenses al.

Les primeres armes de pólvora van ser introduïdes a Anglaterra a partir de la dècada de 1320 i van començar a aparèixer a Escòcia a la dècada següent. Durant la dècada de 1340 la Corona Anglesa gastava regularment diners en elles i la nova tecnologia va començar a ser instal·lada en castells anglesos de la dècada de 1360 i la dècada de 1370, i als castells d'Escòcia fins a 1380. Els canons es van fer de diverses grandàries, des de canons petits de mà a pistoles més grans que disparaven boles de pedra de fins a 19,304 cm. (7,6 polzades). Armes de grandària mitjana pesaven al voltant de 20 quilos cadascuna i van ser més útils per a la defensa de castells, encara que Ricard II va establir finalment armes de foc de 272 quilos (600 lliures) a la Torre de Londres i la bombarda pesada Mons Meg de 6,970 quilos (15,366 lliures) es va instal·lar al castell d'Edimburg.
Els primers canons tenien només un rang limitat, no eren fiables i, a més, les primeres bales de canó de pedra eren relativament ineficaces quan es disparaven a les parets de castell de pedra. Com a resultat, els canons primerencs van demostrar ser el més útil per a la defensa, en particular contra els assalts d'infanteria o per disparar a les tripulacions de catapultes enemigues. De fet, els primers canons podien ser molt perillosos per als seus propis soldats; Jaume II d'Escòcia va morir assetjant el castell de Roxburgh l'any 1460 quan un dels seus canons, anomenats Lleó, va explotar al costat d'ell. La despesa dels primers canons significava que eren principalment una arma desplegada per la reialesa en lloc de la noblesa.
Els canons van ser desplegats inicialment als castells anglesos que hi havia al llarg de la costa sud, on els ports de canal, essencials per a les operacions militars i el comerç anglès i a Europa, foren cada vegada més amenaçats pels atacs francesos. Els castells de Carisbrooke, Corfe, Dover, Porchester, Saltwood i Southampton van rebre canons a la fi del segle xiv, les petites troneres circulars «ull de pany» van ser construïdes en les parets per donar cabuda a les noves armes. El castell de Carisbrooke va ser objecte d'un setge francès sense èxit l'any 1377, la Corona va reaccionar en equipar-ho amb un canó i un molí per a la fabricació de la pólvora l'any 1379. Alguns castells anglesos al llarg de la frontera amb Gal·les i Escòcia van ser equipats de forma similar, amb la Torre de Londres i el castell Pontefract funcionant com dipòsits de proveïment per a les noves armes. A Escòcia, el primer canó per a un castell va poder haver estat comprat per a Edimburg l'any 1384, que també es va convertir en un arsenal per als nous dispositius.

## Segles XV i XVI

### Declivi dels castells anglesos

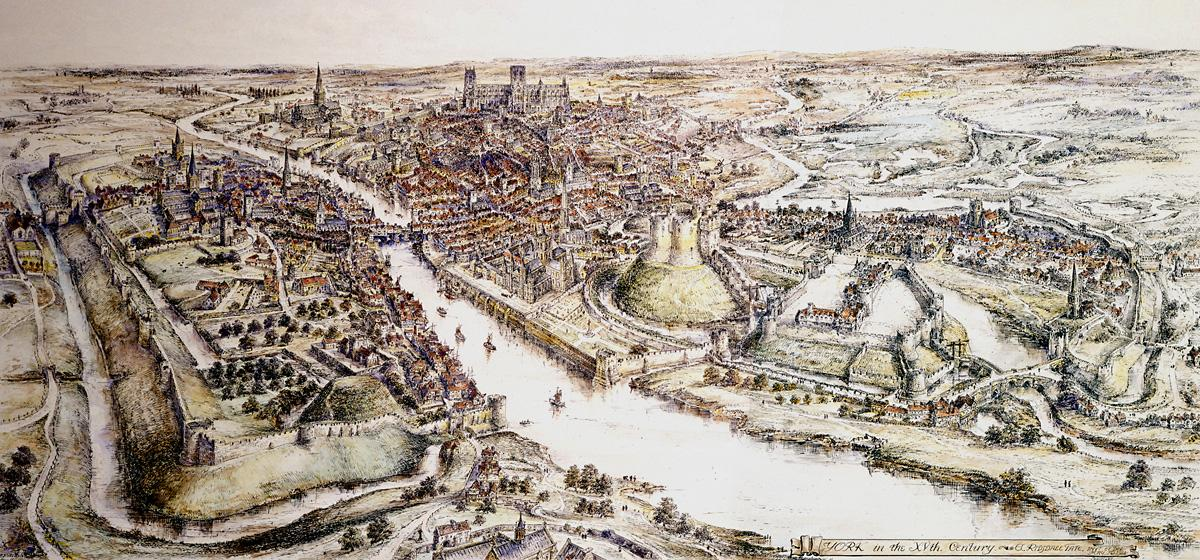
Una reconstrucció de la ciutat anglesa de York al mostrant el castell de York (dreta) i l'Old Ball (esquerra)

Al segle xv molt pocs castells estaven ben cuidats pels seus amos. Molts castells reials estaven rebent una inversió insuficient per poder ser mantinguts, hi havia filtracions en els sostres, el treball de pedra es va esfondrar, el plom o la fusta era robada. La Corona anglesa era cada vegada més selectiva amb els castells reials que mantindria, amb uns altres castells deixant-los decaure.
Al segle xv solament els castells de Windsor, Leeds, Rockingham i Moor End mantenien un allotjament còmode; Nottingham i York formen la columna vertebral de l'autoritat reial en el nord, i Chester, Gloucester i Bristol formaven els equivalents a l'oest. Fins i tot les més importants fortificacions com els castells del nord de Gal·les i els castells de frontera de Carlisle, Bamburgh i Newcastle upon Tyne van veure una reducció en el seu finançament i manteniment. Molts castells reials van continuar tenint un paper com la presó del comtat, amb la torre d'entrada sent utilitzada amb freqüència com a instal·lació principal.
Les files dels barons van continuar reduint-se al segle xv, produint una elit petita de senyors rics, però reduint de la riquesa comparativa de la majoria i molts castells senyorials van caure en un declivi similar. Els estats de comptes del segle xvi de John Leland sobre els castells anglesos estan replets de descripcions de castells com «sore decayed» (deteriorats), les seves defenses «in ruine»(en runes) o on les parets encara podrien estar en bon estat, que estaven «decayed» (deteriorant-se). Els castells anglesos no van exercir un paper decisiu durant la Guerra de les Roses, lliurades entre 1455 i 1485, que foren principalment batalles campals entre les faccions rivals de les cases de Lancaster i els partidaris de la de York.

### Palaus renaixentistes

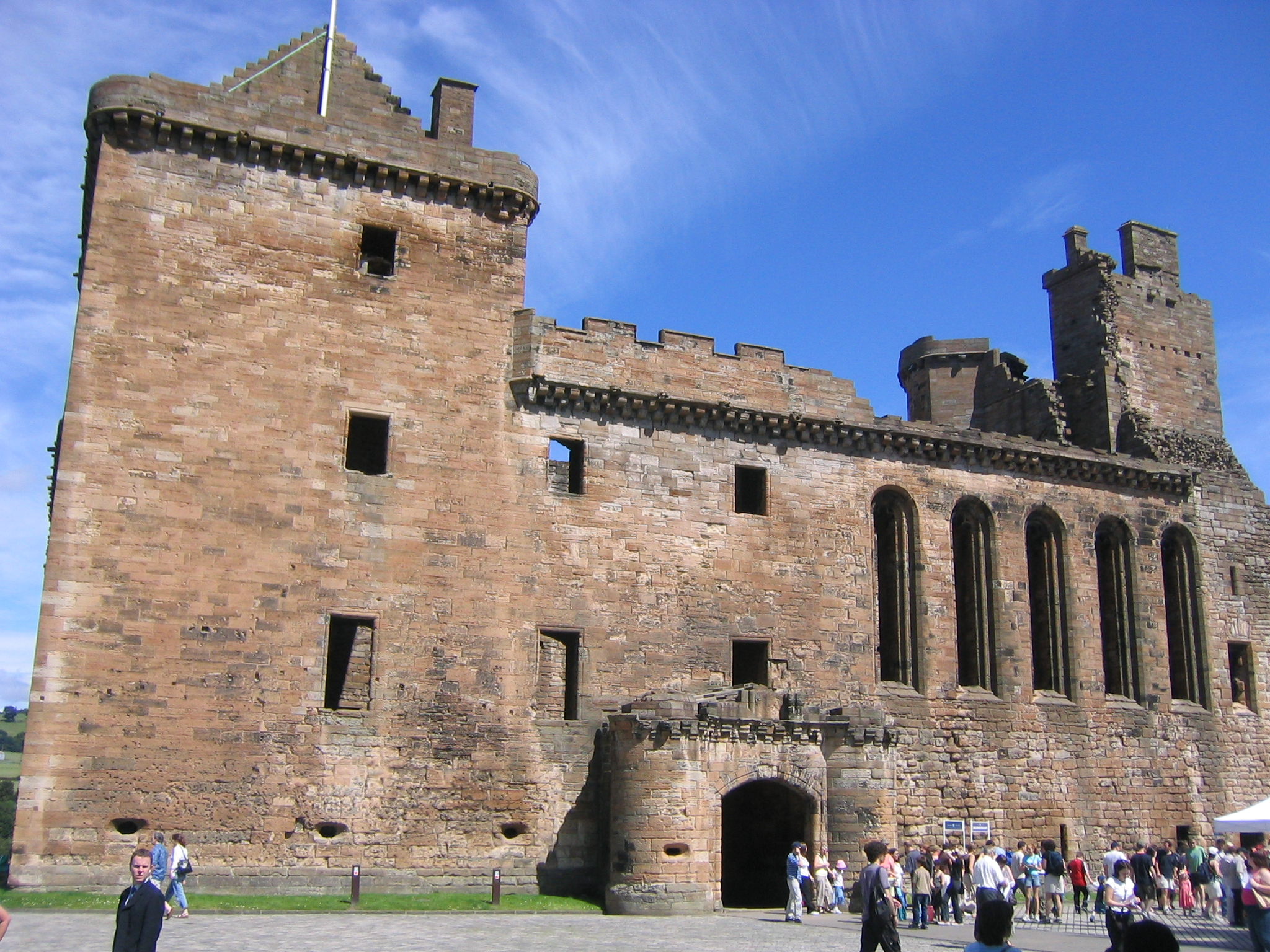
El castell de Linlithgow a Escòcia, reconstruït com un palau real al segle XV

Els segles xv i xvi van veure un petit nombre de castells britànics que van desenvolupar en estructures encara més grans, sovint sobre la base de l'arquitectura del Renaixement que en va augmentar la popularitat al continent. Torre-fortaleses, sòlides i grans van ser utilitzades per a l'allotjament privat, probablement inspirat en les quals a França havien començat a aparèixer al segle xiv a Dudley i Warkworth. Al segle xv el bon gust es va propagar amb la creació de castells palatins molt costosos, influenciats per França oferint torres complexes a Wardour, Tattershall i Raglan. Al centre i orient d'Anglaterra els castells van començar a ser construïts de maó, com a exemple Caister, Kirby Muxloe i Tattershall d'aquest nou estil. En el nord de la frontera amb la construcció de la Holyrood Gran Tower entre 1528 i 1532 va recollir aquesta tradició anglesa, però va incorporar influències franceses addicionals per produir un castell molt segura i còmode.
Els constructors reials a Escòcia van obrir el camí en l'adopció de nous estils renaixentistes europeus en el disseny de castell. Jaume IV i Jaume V van utilitzar excepcionals ingressos, com la confiscació de terres clau, per establir el seu poder a través del seu regne en diverses formes, incloent-hi la construcció de castells majestuosos com el de Linlithgow mitjançant l'ampliació i modificació de fortificacions existents. Aquests palaus-castell escocesos es van basar en dissenys del renaixement italià, en particular, el disseny de moda d'un tall quadrangular amb una escala-torreta en cada cantonada, utilitzant la tècnica d'arrebossar amb calç i grava (harling), per donar-los una aparença italiana. Més tard, els castells es van basar en dissenys renaixentistes de França, tals com el treball en el palau de Falkland i el castell de Stirling. El canvi d'enfocament arquitectònic va reflectir el canvi d'aliances polítiques, com Jaume V qui havia format una estreta aliança amb França durant el seu regnat. En les paraules de l'historiador de l'arquitectura John Dunbar els resultats van ser els «exemples més primerencs de dissenys coherents al renaixement a Gran Bretanya».

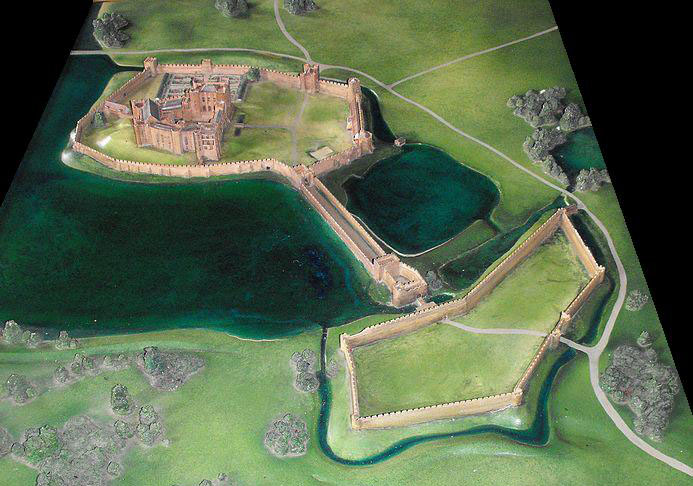
Reconstrucció del castell de Kenilworth a Anglaterra al voltant de l'any 1575

Aquests canvis també van incloure canvis en les creences socials i culturals. El període va veure la desintegració de l'ordre feudal major, la destrucció dels monestirs i els canvis econòmics generalitzats, alterant els vincles entre els castells i les propietats circumdants. Dins dels castells, el Renaixement va veure la introducció de la idea dels espais públics i privats, col·locant un nou valor a castells que tenien espais privats per al senyor o els seus clients fora de la vista del públic. A pesar que l'elit a Gran Bretanya i Irlanda va continuar mantenint i construint castells en l'estil de l'època medieval va haver-hi una comprensió cada vegada major a través del Renaixement, absent al segle xiv, que castells domèstics eren fonamentalment diferents de les fortificacions militars que s'estaven construint per fer front a la propagació de l'artilleria de pólvora. Els castells van continuar sent construïts i retreballats en el que l'historiador cultural, Matthew Johnson ha descrit com un «intent conscient per invocar valors vists com estant sota amenaça». Els resultats, com al castell de Kenilworth per exemple, podia incloure enormes castells redissenyats deliberadament per semblar vell i lluint característiques de cavalleries, però replet de càmeres privades, galeries italianes i allotjament de luxe modern.
Encara que la grandària de les famílies nobles es va reduir lleugerament durant el segle xvi, el nombre d'hostes en els esdeveniments importants del castell va continuar creixent. 2000 persones van arribar a festejar al castell de Cawood l'any 1466, mentre que Edward Stafford (duc de Buckingham) rutinàriament entretenia fins a 519 persones en el castell de Thornbury a l'inici del segle xvi. Quan Elisabet I va visitar el castell de Kenilworth l'any 1575 es van portar un seguici de 31 barons i 400 membres del personal per a una visita que va durar 19 dies; Leicester, l'amo del castell, va entretenir a la reina i gran part de la regió adjacent amb desfilades, focs artificials, esquers de peluix, jocs de misteri, caça i esplèndids banquets. Amb aquesta escala de vida i entreteniment, la necessitat de trobar més espai en castells vells es va convertir en un problema important per als castells d'Anglaterra i Escòcia.

### Cases-torre

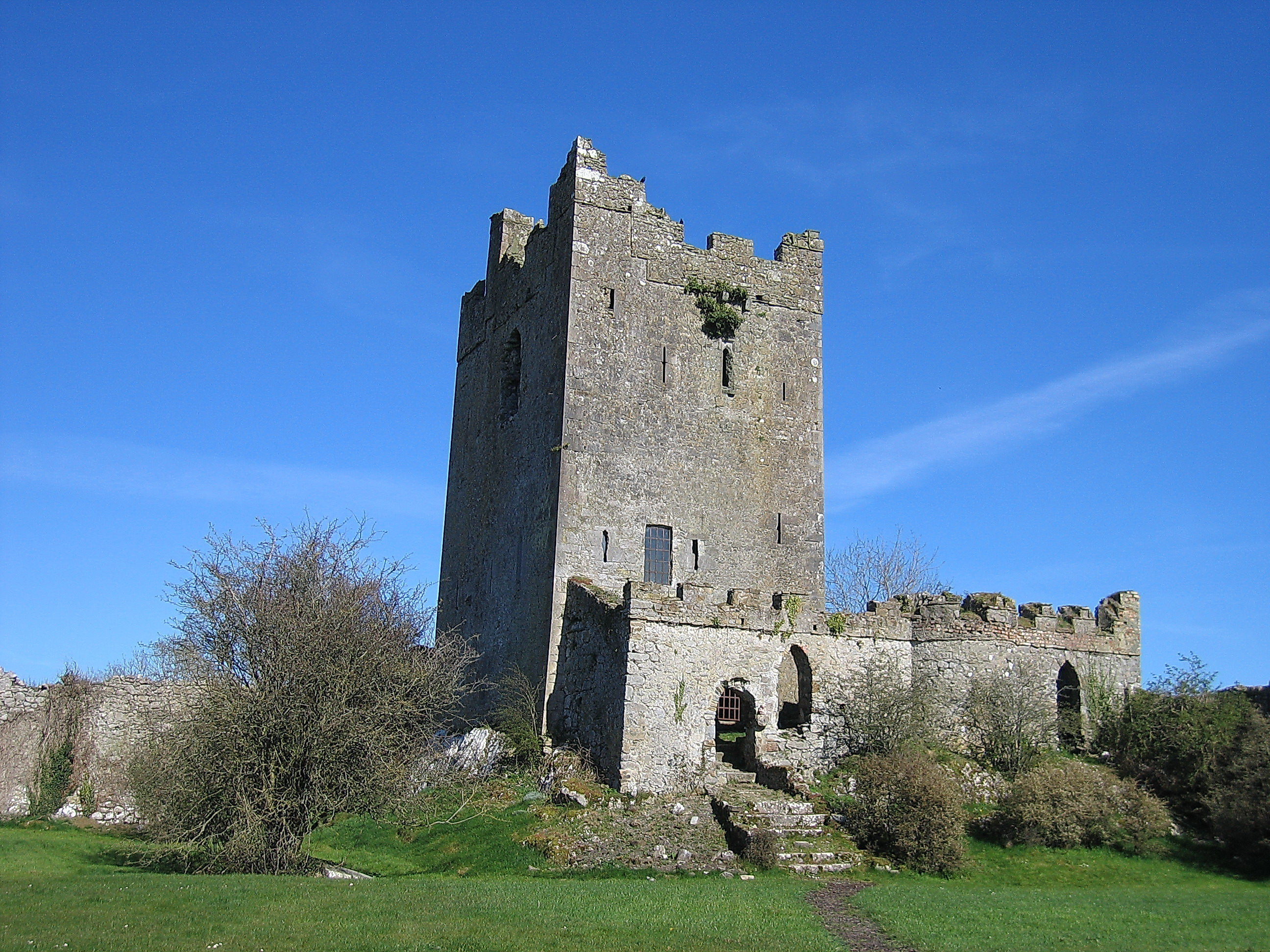
El castell de Clonony a Irlanda, una casa torre del segle XVI

Les cases-torre o tower houses va ser una característica comuna de construcció de castells britànics i irlandesos en l'últim període medieval: més de 3.000 van ser construïdes a Irlanda, al voltant de 800 a Escòcia i més de 250 a Anglaterra. Era típicament una construcció de pedra alta, quadrada, i amb merlets; les tower houses d'Escòcia i l'Ulster estaven sovint també envoltades per una barmkyn o bawn, un pati emmurallat dissenyat per tenir animals valuosos amb seguretat, però no necessàriament destinats per a la defensa. Moltes de les portes fortificades en aquests edificis eren vigilades amb yetts, portes com a graelles que estaven fetes de barres de metall. Versions més petites de cases torre o tower houses en el nord d'Anglaterra i el sud d'Escòcia eren conegudes com a torres peel o peel towers, i van ser construïdes al llarg de tots dos costats de la frontera. A Escòcia es van construir a una sèrie de ciutats escoceses. Va ser originalment argumentat que les tower houses irlandeses es van basar en disseny escocesos, però el patró de desenvolupament d'aquest tipus de castells a Irlanda no admet aquesta hipòtesi.
Estava dirigida principalment per proporcionar protecció enfront de grups d'atac més petits i no estaven destinades a suportar oposició significativa a un assalt militar organitzat, l'historiador Stuart Reid les descriu com a «defensable en lloc de defensiu». Algunes portes d'armes per a armes més pesants es van construir en algunes tower houses d'Escòcia al segle xvi, però era més comú l'ús d'armes més lleugeres de pólvora, tals com a fusells, per defensar les cases-torre a Escòcia. A diferència d'Escòcia, les cases-torre o tower houses irlandeses solament es defensaven amb armes de mà relativament lleugers i amb freqüència reutilitzaven velles fletxes llargues, en lloc de dissenys més moderns, per estalviar diners.
L'anàlisi de la construcció de tower houses s'ha centrat en dues principals forces impulsores. La primera és que la construcció d'aquests castells sembla estar relacionat en períodes d'inestabilitat i d'inseguretat a les zones en qüestió. A Escòcia, la pèrdua del senyoriu de les illes per Jaume IV va conduir a una explosió immediata de la construcció de castells en tota la regió i, en el llarg termini, un alt grau de clans de guerra, mentre que les posteriors guerres amb Anglaterra en la dècada de 1540 van afegir inseguretat durant la resta del segle. Les tower houses irlandeses van ser construïdes a la fi del segle xiv d'ara endavant a causa que el camp es va desintegrar en el control inestable d'un gran nombre de petits senyorius i Enric VI en va promoure la construcció amb recompenses financeres amb l'objectiu de millorar la seguretat. Les tower houses angleses van ser construïdes al llarg de la frontera amb Escòcia en un període perillós i insegur. Paradoxalment, semblen haver estat uns períodes de relativa prosperitat. L'historiador contemporani William Camden va fer observacions del nord d'anglès i d'Escòcia, «no hi ha home entre ells d'una millor espècie que no tenia una petita torre o peel», i moltes tower houses semblen haver estat construïdes tant com a símbols d'estatus com a estructures de defensa. Al llarg de les fronteres angleses-escoceses els patrons de construcció van continuar la prosperitat relativa del costat diferent: els senyors anglesos van construir tower houses sobretot a principis del segle xv, quan el nord d'Anglaterra va ser particularment pròsper, mentre que els seus equivalents escocesos els van construir a la fi de segle xv i a principis del XVI, els períodes d'auge en l'economia d'Escòcia. A Irlanda, el creixement de la tower house durant el segle xv va reflectir l'augment de la ramaderia i de la riquesa que va portar a molts senyors menors a Irlanda.

### Nous desenvolupaments en l'artilleria de pólvora

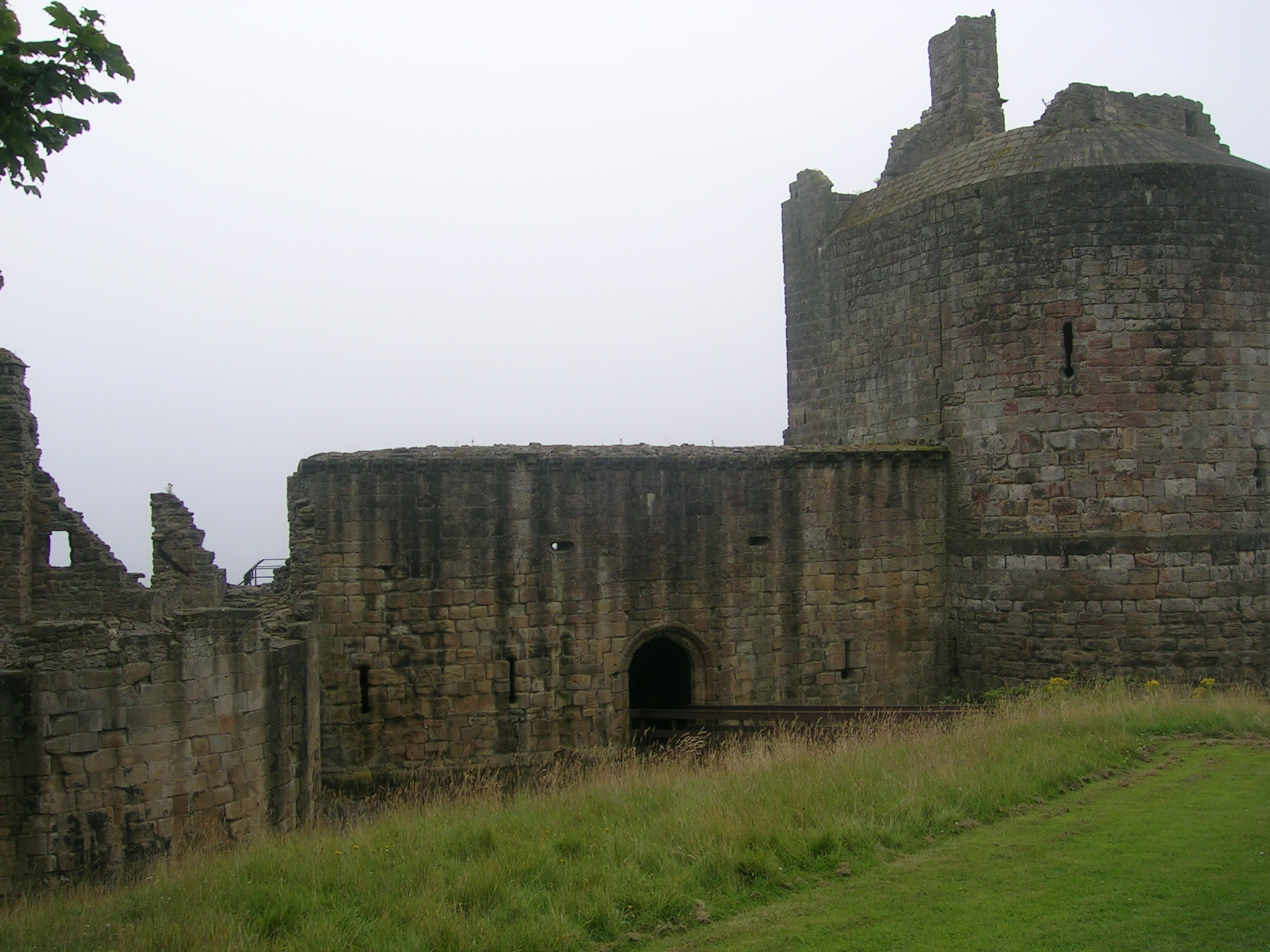
El castell de Ravenscraig a Escòcia, mostrant la seva corba, amb fortificacions de perfil baix dissenyades per resistir trets de canons

Els canons van continuar sent millorat durant els segles segle xv i segle xvi. Les espitlleres dels castells van ser adaptats per permetre canons i altres armes de foc per ser utilitzats en un paper defensiu, però ofensivament les armes de pólvora van continuar sent relativament poc fiables. Anglaterra havia quedat endarrerit pel que fa a Europa per adaptar-se a aquesta nova forma de guerra; el castell de Darthmour i el de Kingswear, construïts en la dècada de 1490 per defensar el riu Dart, i la Bayard's Cover, i dissenyats el 1510 per defensar el port de Dartmouth, estaven entre els pocs castells anglesos dissenyats en l'estil continental durant el període, i fins i tot aquests es van quedar enrere del disseny europeu. Els castells escocesos estaven més avançats en aquest sentit, en part com a resultat de les influències més fortes de l'arquitectura francesa. El castell Ravenscraig a Escòcia, per exemple, fou un intent primerenc en la dècada de 1460 per implementar una combinació de canons i torres de pedra corbada per a armes d'artilleria. (letter box) Aquests letter box, comuns en l'Europa continental, es va estendre ràpidament a través d'Escòcia, però rares vegades es van utilitzar a Anglaterra durant el segle xv. Escòcia també va conduir a l'adopció del nou disseny de caponera per a rases de castells, tal com es van construir al castell de Craignethan.
Enric VIII es va preocupar amb l'amenaça de la invasió francesa durant 1539 i estava familiaritzat amb els dissenys continentals més moderns. Ell va respondre a l'amenaça mitjançant la construcció d'una famosa seqüència de fortificacions, els va anomenar Device Forts o Herician Castles, al llarg de la costa sud d'Anglaterra dissenyats específicament per ser equipats amb artilleria de pólvora i per defensar-se. Aquestes fortificacions encara mancaven d'algunes de les característiques continentals més modernes, com a bastions en angle. Cada fort tenia un disseny lleugerament diferent, però com un grup que comparteix característiques comunes, amb la fortificació formada entorn d'una sèrie de lòbuls compactes, sovint en una forma de trèvol de quatre fulles o de tres, dissenyat per donar als canons un angle de 360 graus de tret. Les fortificacions estaven en general escalonades per etapes per permetre que les armes de foc disparessin una sobre l'altra i tenia característiques tals com a reixetes de ventilació per dispersar el fum de la pólvora. És probable que molts dels forts van ser també protegits originalment per baluards de terra, encara que aquests no han sobreviscut. Els forts resultants han estat descrits per l'historiador Christopher Duffy com que tenen «un aire alhora robust i festiu, més aviat com un pastís de noces aixafat».

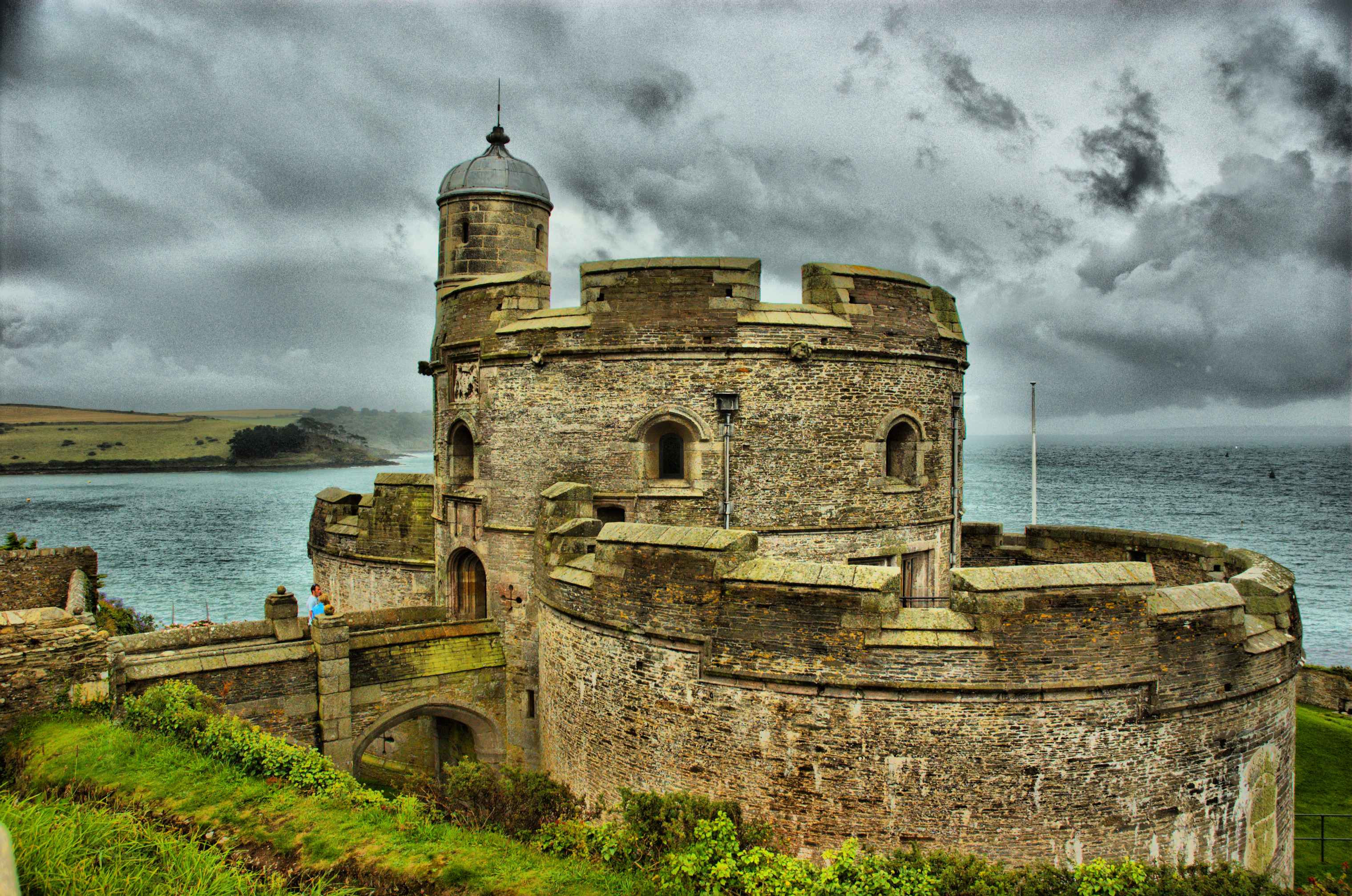
El castell de St Mawes a Anglaterra, un dels Device Forts d'Enric VIII

Aquestes defenses costaneres van marcar un allunyament dels castells, que eren ambdues coses: fortificacions militars i edificis domèstics, cap als forts, els quals van ser guarnits però no domèstics; sovint la dècada de 1540 és escollida com a data de transició per a l'estudi dels castells com una conseqüència d'aquests canvis. Els anys següents també van marcar gairebé el final del disseny de la fortificació anglesa, per la dècada de 1580 les millores als castells van ser gairebé totalment dominades per experts europeus importats. La superioritat del disseny del castell escocès també va disminuir; la mitja lluna construïda al castell d'Edimburg l'any 1574, per exemple, estava ja molt antiquat en termes continentals al moment en què va ser construït. El nombre limitat de fortificacions modernes construïdes a Irlanda, com aquells amb les primeres portes instal·lades al castell de Carrickfergus en la dècada de 1560 i a Corkbeg en el port de Cork, construït en la dècada de 1570 pel temor d'una invasió, eren igualment gens excepcionals per als estàndards europeus.
No obstant això, la millora en l'artilleria de pólvora va exercir un paper en la reconquesta d'Irlanda en la dècada de 1530, on el reeixit setge anglès del castell de Maynooth l'any 1530 va demostrar el poder dels nous canons de setge. Encara hi havia relativament poques armes a Irlanda i no obstant això, durant la Guerra dels nou anys al final del segle, els irlandesos eren relativament inexperts en la guerra de setge amb artilleria utilitzada principalment pels anglesos. Tant a Irlanda i Escòcia, el desafiament era com transportar peces d'artilleria a castells en setge; el mal estat de les carreteres d'Escòcia va requerir trens cars de cavalls de càrrega, que només el rei podia permetre's, i a Irlanda la xarxa fluvial va haver de ser utilitzada amb freqüència per transportar les armes cap a l'interior. En aquestes circumstàncies els castells més vells podien freqüentment romandre a la defensiva en característiques viables, encara que el setge del castell de Cahir l'any 1599 i l'atac al Castell Dunyvaig a Islay en 1614 van demostrar que, si l'artilleria podia ser exercida, les parets del castell prèviament inexpugnables podien caure de forma relativament ràpida.

## Seglexvii

### Guerra dels tres regnes

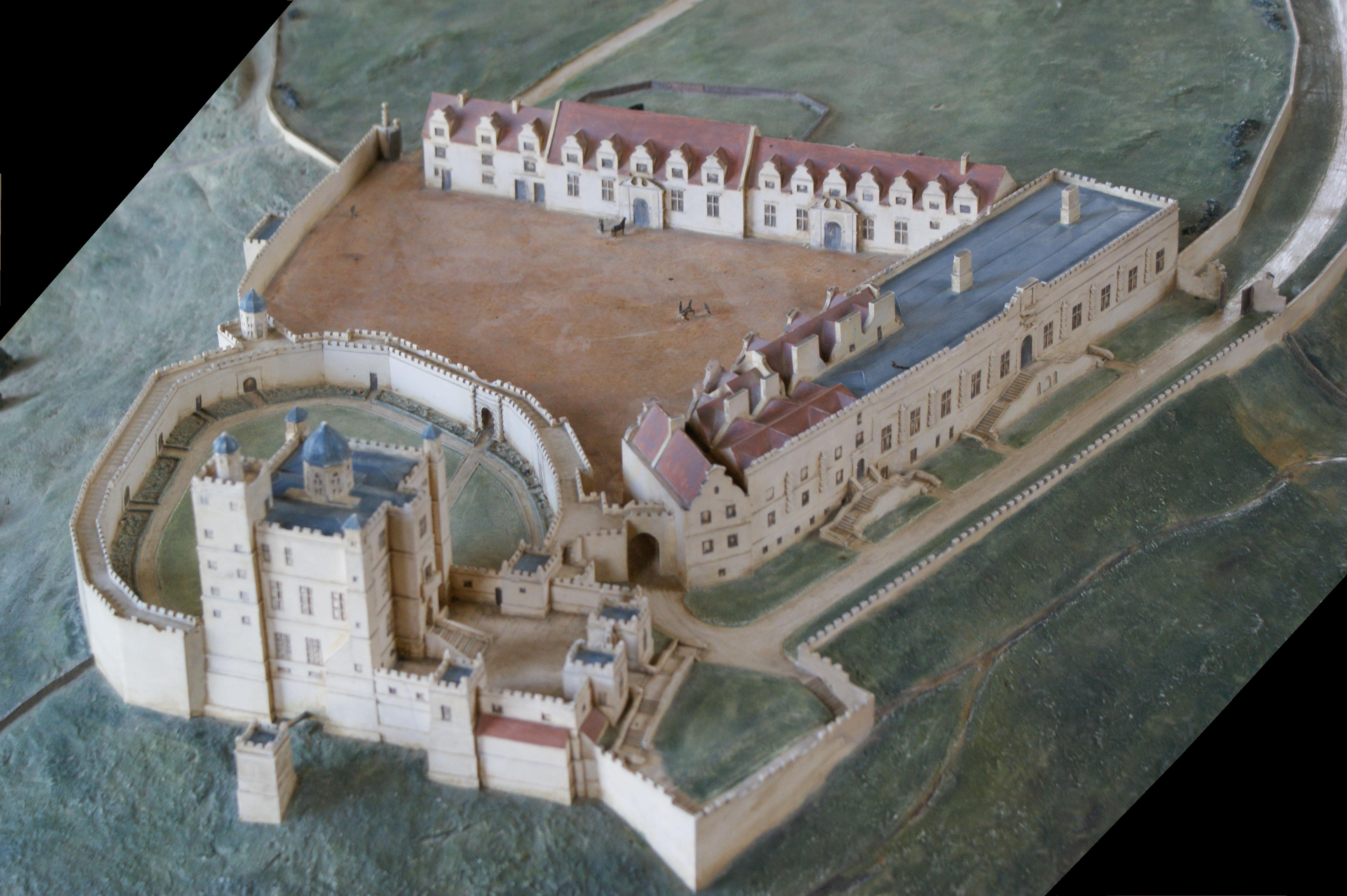
El castell de Bolsolver a Anglaterra, després del seu redisseny al segle XVII

L'any 1603 Jaume VI d'Escòcia va heretar la corona d'Anglaterra, portant un període de pau entre els dos països. La cort reial va marxar a Londres i, com a resultat, amb l'excepció de visites ocasionals, les obres de construcció de castells reials al nord de la frontera en gran manera van finalitzar. La inversió en castells anglesos, especialment els castells reials, es va reduir dràsticament. Jaume VI va vendre molts castells reials a Anglaterra per als promotors immobiliaris, inclosos el castell de York i el castell de Southampton. Una inspecció reial de l'any 1609 va destacar que els castells Eduardians del nord de Gal·les, incloent-hi els castells de Conwy, Beaumaris i Harlech estaven absolutament deteriorats; Una inspecció posterior de diversos comtats anglesos l'any 1635 va trobar un quadre similar: els castells de Lincoln, Kendal, York, Nottingham, Bristol, Queenborough, Southampton i Rochester es trobaven entre els quals estaven en un estat de deterioració. L'any 1642 un fullet va descriure que molts castells anglesos estaven molt deteriorats i requerien moltes provisions per a la defensa guerrera. Aquests eren mantinguts com a habitatges particulars; com els castells d'Arundel, Berkeley, Carlisle i Winchester els quals estaven en condicions molt millors, però no necessàriament defensables en un conflicte; mentre que alguns com el castell Bolsover van ser redissenyats a mida perquè tinguessin més habitatges moderns d'un estil pal·ladi. Un grapat de forts costaners i castells, entre ells el castell de Dover, es van mantenir en bon estat militar amb defenses.
L'any 1642 la Guerra Civil anglesa va esclatar, en principi, entre els partidaris del Parlament i els partidaris de Carles I. La guerra es va ampliar per incloure a Irlanda i Escòcia, i es va perllongar en tres conflictes separats en la mateixa Anglaterra. La guerra va ser el primer conflicte perllongat a Gran Bretanya que va implicar l'ús d'artilleria i pólvora. Els castells anglesos van ser utilitzats per a diverses finalitats durant el conflicte. El castell de York va formar una part clau de les defenses de la ciutat, amb un governador militar; els castells rurals com el castell de Goodrich podien ser utilitzats com unes bases per assaltar i per controlar els voltants; castells més grans, com el castell de Windsor, es van usar per a l'empresonament dels presoners de guerra o com a casernes militars. Durant la guerra, molts dels castells deteriorats van tornar a ser utilitzats amb freqüència: les defenses existents serien renovades, mentre que les parets serien fortificades amb contramurs o fixades per terra, amb la finalitat de protegir-les dels canons. Les torres i fortaleses estaven plenes de terra per fer plataformes d'armes, com a Carlisle i al castell d'Oxford. Nous bastions de terra podien afegir-se als dissenys existents, com a Cambridge i Carew i el no fortificat Basing House, a més del traçat circular normand que va tornar a funcionar com a castell. Els costos van poder ser considerables, el treball en el castell de Skipton va arribar a costar més de 1000 lliures.

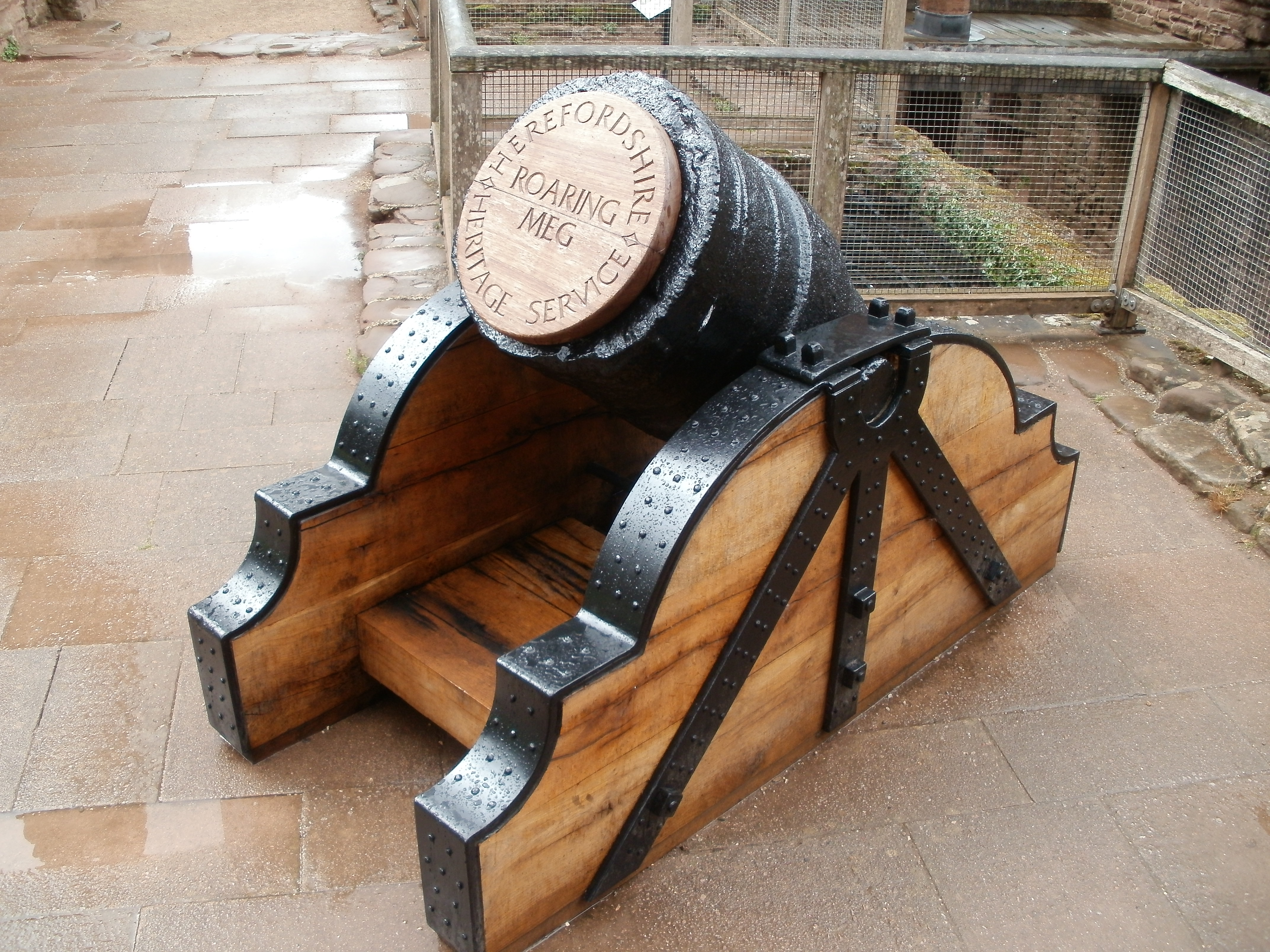
Roaring Meg, un exemple d'un morter supervivent de la guerra civil

Els setges es van convertir en una part prominent de la guerra amb més de 300 ocorregut durant el període, molts d'ells implicaven castells. De fet, com suggereix Robert Liddiard, el «paper militar d'alguns castells al segle xvii, està fora de tota proporció a les seves històries medievals». L'artilleria va formar una part essencial d'aquests setges, amb «l'acció militar característica», segons l'historiador militar Stephen Bull, sent «un atac a un punt de suport fortificat» amb el suport d'artilleria. La proporció de peces d'artilleria per als defensors va variar considerablement en els setges, però en tots els casos va haver-hi més armes que en conflictes anteriors; fins a una peça d'artilleria per cada nou defensors no era desconegut en casos extrems, com per exemple prop del castell de Pendennis. El creixement en el nombre i grandària d'artilleria de setge va afavorir els que tenien els recursos per adquirir i desplegar aquestes armes. L'artilleria havia estat millorada en la dècada de 1640, però encara no havia aconseguit ser decisiva, ja que al canó més lleuger del període li resultava difícil penetrar les muralles i les defenses de terra i fusta - demostrat en el setge del castell de Corfe. Els morters, capaç de tirar foc sobre els murs més alts, demostrant ser particularment eficaços contra els castells, particularment en aquells més compactes amb petits patis i àrees obertes, com al castell de Stirling.
L'artilleria pesant introduïda a Anglaterra es va estendre a la resta de les Illes Britàniques. A pesar que fins a un miler de soldats irlandesos que havien servit a Europa van tornar durant la guerra, portant amb ells l'experiència de la guerra de setge de la Guerra dels Trenta Anys a Europa, va ser l'arribada del tren de canons de setge d'Oliver Cromwell l'any 1649 que va transformar el conflicte i la destinació dels castells de la zona. Cap dels castells irlandesos van poder suportar aquestes armes parlamentàries i es van rendir més ràpidament. L'any 1650 Cromwell va envair Escòcia i una altra vegada l'artilleria en gran manera va resultar ser decisiva.

### La restauració

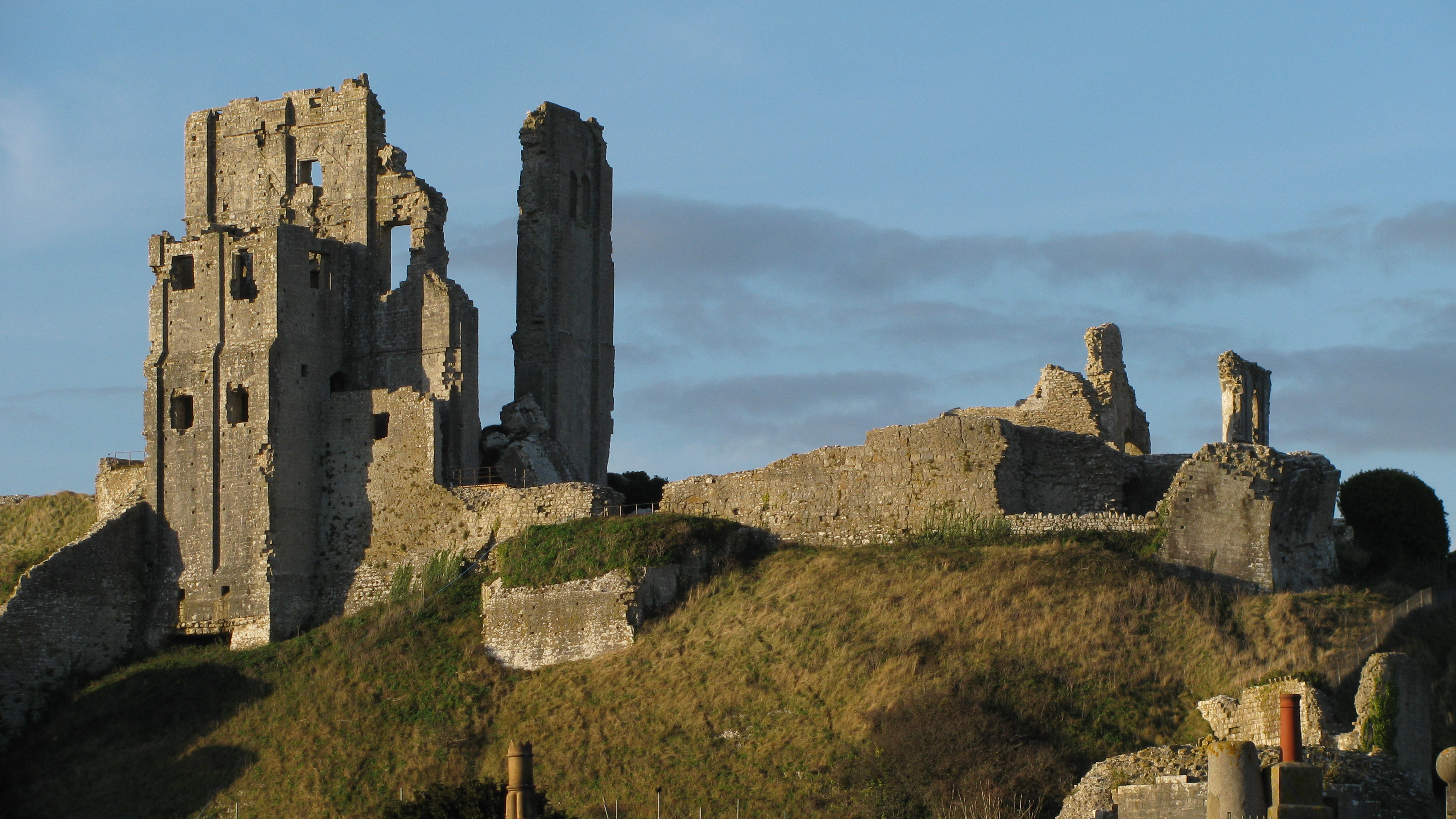
Les ruïnes del castell de Corfe a Anglaterra, destruït després de la Guerra Civil anglesa.

La Guerra Civil anglesa va donar lloc a l'emissió d'ordres del Parlament per destruir o danyar molts castells, especialment a les regions reials prominents. Això va ser particularment en el període de 1646 a 1651, amb un creixement l'any 1647. Al voltant de 150 fortificacions van ser destruïdes en aquest període, incloses 38 parets de la ciutat i un gran nombre de castells. Destruir era bastant car i va prendre un considerable esforç per dur a terme, per la qual cosa el dany va ser fet generalment de la manera més rendible amb parets determinades sent destruïdes. En alguns casos, el dany era gairebé total, com al castell de Pontefract, que havia participat en tres setges majors i en aquest cas, a petició de la gent del poble, els qui volien evitar més conflictes.
Al moment en què Carles II va ser restaurat en el tron l'any 1660, els principals palaus-fortaleses a Anglaterra que havien sobreviscut estaven en general en mal estat. Com ha descrit l'historiador Simon Thurley, el canvi de «requisits funcionals, patrons de moviment, maneres de transport, el gust estètic i estàndards de confort» entre els cercles reials també estaven canviant les qualitats que es buscaven en un castell amb èxit. L'arquitectura palatina va anar creixent en popularitat, que es va assentar amb malaptesa en el disseny típic d'un castell medieval. D'altra banda, l'elegant etiqueta de la cort francesa del moment va requerir un nombre considerable de sales enfilades, amb la finalitat de satisfer els protocols de la cort, i no era pràctic adaptar aquestes habitacions en molts edificis antics. L'escassetat de fons va restringir els intents de Carles II per remodelar els seus castells restants i el redisseny del castell de Windsor va ser l'únic que es va completar totalment en els anys de la restauració.
Molts castells encara conserven un paper defensiu. Castells a Anglaterra, com el castell de Chepstow i el castell de York, van ser reparats i guarnits pel rei. A mesura en què les tecnologies militars progressaven els costs d'actualització de castells de major edat podien ser prohibitius - el preu estimat de 30.000 £ requerits per a la conversió potencial de York l'any 1682, aproximadament 4.050.000 £ en termes actuals (2009), dona una escala dels costos potencials. Els castells van exercir un paper mínim en la Revolució Gloriosa de l'any 1688, encara que algunes fortificacions com el castell de Dover van ser atacats per torbes descontentes amb les creences religioses dels seus governants catòlics, i els setges del castell del Rei Joan a Limerick formen part de la fase final de la guerra a Irlanda. En el nord de Gran Bretanya els problemes de seguretat van persistir a Escòcia. Les forces de Cromwell havien construït una sèrie de nous forts i casernes modernes, però els castells reials d'Edimburg, Dumbarton i Stirling juntament amb els castells de Dunstaffnage, Dunollie i Ruthven, també van continuar en ús com a fortificacions pràctiques. Les tower-houses estaven sent construïdes fins a la dècada de 1640; després de la Restauració les tower houses fortificades van passar de moda, però la feblesa de l'economia escocesa era tal que, moltes de les propietats més grans van ser simplement abandonades, els castells més modests van continuar sent utilitzats i adaptats com a cases, en lloc de reconstruir. A Irlanda les tower houses i els castells es van mantenir en ús fins al cap de la Revolució Gloriosa, quan els esdeveniments van portar a un canvi dramàtic en la propietat de la terra i un auge en la construcció de cases de camp palatines; en molts casos utilitzant fustes arrencades de la generació més vella, de castells abandonats i cases-torre.

## Seglexviii

### Ús militar i governamental

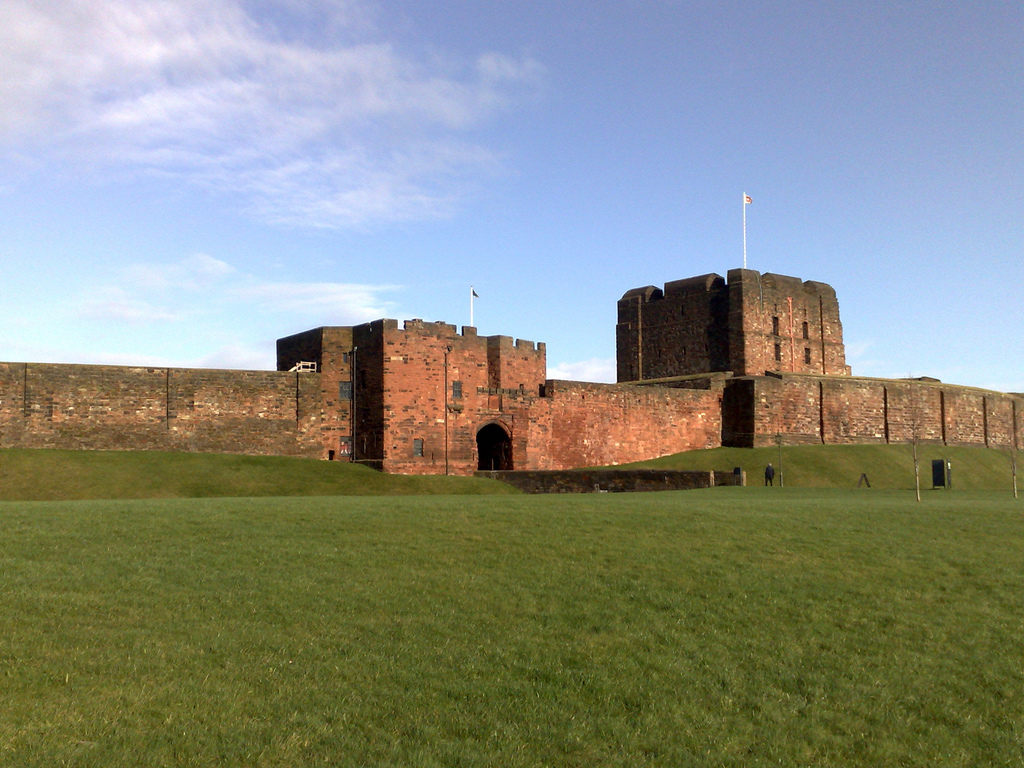
El castell de Carlisle a Anglaterra, modernitzat al per defensar-se de les Invasions jacobites.

Alguns castells a Gran Bretanya i Irlanda van continuar tenint utilitat militar al segle xviii. Fins a l'any 1745 una sèrie d'aixecaments jacobites amenaçaven la Corona a Escòcia, que va culminar en la rebel·lió de l'any 1745. Diversos castells reials es van mantenir durant el període, ja sigui com a part de les defenses frontereres angleses, com el castell de Carlisle, o formant part de les mesures internes de seguretat a Escòcia per a si mateix, com el castell de Stirling. Stirling va ser capaç de resistir l'atac jacobita l'any 1745, malgrat que Carlisle va ser pres; el setge del castell Blair, al final de la rebel·lió l'any 1746, fou l'últim castell assetjat a les Illes Britàniques. En les seqüeles del conflicte, Corgaff i molts altres castells es van utilitzar com a caserna de les forces enviades a guarnició les Highlands. Alguns castells, com Portchester, es van utilitzar per retenir els presoners de guerra durant les guerres napoleòniques, al final del segle i van ser reequipats en cas d'un aixecament populars durant aquest període revolucionari. A Irlanda, el castell de Dublín va ser reconstruït després d'un incendi i es va reafirmar com el centre del poder administratiu i militar britànic.
Molts castells van romandre en ús com a presons del comtat, a càrrec de carcellers com a empreses privades; amb freqüència això va implicar que la porta d'entrada (gatehouse) es mantingués com l'edifici principal de la presó, com a Cambridge, Bridgnorth, Lancaster, Newcastle i St Briavels. Durant la dècada de 1770 el reformador de la presó, John Howard va realitzar el seu famós estudi de les presons, culminant el seu treball l'any 1777 The State of the Prisons. Aquest va documentar la mala qualitat de les instal·lacions d'aquests castells; presos al castell de Norwich vivien en un calabós, amb freqüència el sòl cobert per una polzada d'aigua; Oxford era «estret i ofensiu»; Worcester era tan propens al tifus que el cirurgià del castell no entrava a la presó; Gloucester era «miserable a l'extrem». El treball de Howard va provocar un canvi en l'opinió pública en contra de l'ús de les instal·lacions dels vells castell com a presons.

### Ús social i cultural

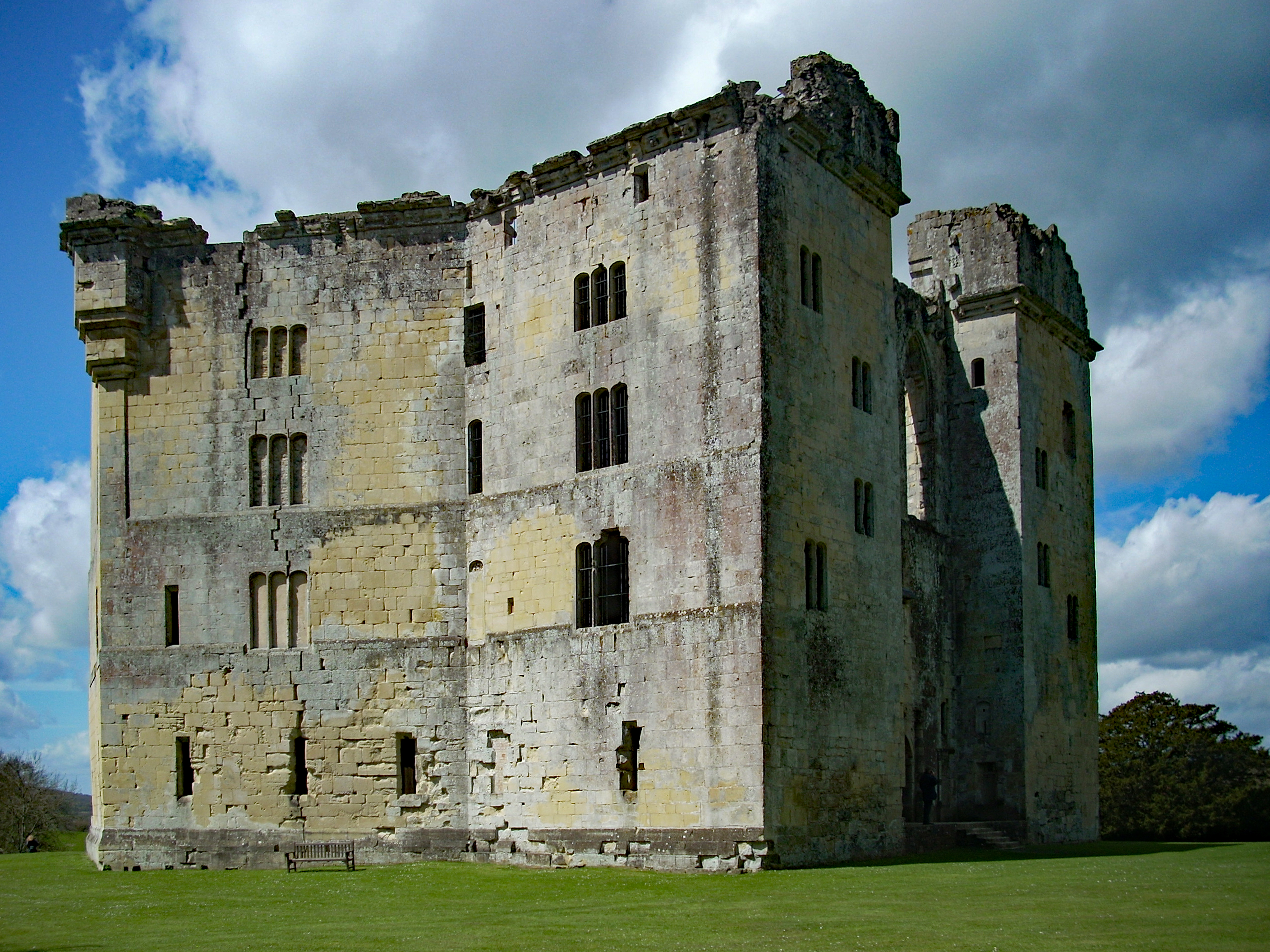
El castell de Wardour a Anglaterra, preservat al com una ruïna moderna

A mitjan segle, els castells en ruïnes medievals s'havien posat de moda una vegada més. Se'ls considerava un interessant contrapunt a l'arquitectura palatina clàssica convencional, i una manera de donar un grau d'encant medieval als seus nous propietaris. L'historiador Oliver Creighton suggereix que la imatge ideal d'un castell de la dècada de 1750 va incloure «parets trencades, siluetes suaus i un decaigut, aspecte rugós». En alguns casos, el camp dels voltants dels castells existents es va remodelar per ressaltar les ruïnes, com en el castell de Henderskelfe, o en la reelaboració de «Capability Brown» del castell de Wardour. També, les ruïnes podien ser reparades i reforçades per presentar una aparença més convenient, com en el castell d'Harewood. En altres casos, els mottes, com era el castell de Groby, es van reutilitzar com a bases de capritxos (follies) dramàtics, o, alternativament, castells totalment nous podien ser creats; sigui des de zero o mitjançant la reutilització de pedra original, com va ocórrer durant la construcció de la Conygar Tower pel qual diverses parts del castell Dunster van ser reutilitzades.
Al mateix temps els castells van anar convertint-se en llocs turístics per primera vegada. Per la dècada de 1740 el castell de Windsor s'havia convertit en una atracció turística de primer orde; visitants rics que podien pagar l'entrada del castell podien entrar, veure curiositats com la banya de narval del castell, i per a la dècada de 1750 es podien comprar les primeres guies turístiques. La primera guia pel castell Kenilworth fou feta l'any 1777 amb moltes edicions posteriors en les següents dècades. A les dècades de 1780 i 1790, els visitants estaven disposats a anar tan lluny com al castell de Chepstow, on una atractiva guia acompanyava els turistes al voltant de les ruïnes com a part del popular Wye tour. A Escòcia, el castell de Blair es va convertir en una atracció popular a causa dels seus jardins, com es va fer al castell de Stirling amb les seves romàntiques connexions. El castell de Caernarfon en el nord de Gal·les va atreure molt visitants, especialment a artistes. Els castells irlandesos van ser menys populars, parcialment perquè els artistes contemporanis consideraven al país com endarrerit i les ruïnes per tant no servien per proporcionar el contrast romàntic necessari amb la vida moderna.
L'apreciació de castells es va desenvolupar a mesura que avançava el segle. Durant les dècades de 1770 i 1780 el concepte de la pintoresca ruïna va ser popularitzat pel clergue Inglés William Gilpin. Gilpin va publicar diversos treballs en els seus viatges a través de Gran Bretanya, exposant el concepte del paisatge «correctament pintoresc». Tal paisatge, Gilpin argumentava que en general requeria un edifici com un castell o una ruïna per afegir conseqüentment la imatge natural. Les pintures d'aquest estil solen retratar castells com a objectes indistints i pintats a la distància; per escrit, el pintoresc compte va desaprofitar detalls a favor de les primeres impressions en aquest sentit. Les ruïnes de Goodrich particularment van atreure Gilpin i els seus seguidors; el castell de Conwy va ser, no obstant això, molt bé conservat i sense interès. Per contra, el treball artístic dels antiquaris James Bentham i James Essex, al final del segle, sense arribar a ser una veritable arqueologia, va ser detallada i suficientment precisa per proporcionar una base substancial dels petits detalls arquitectònics en les característiques del castell medieval i activar el treball d'arquitectes com Wyatt.

## Seglexix

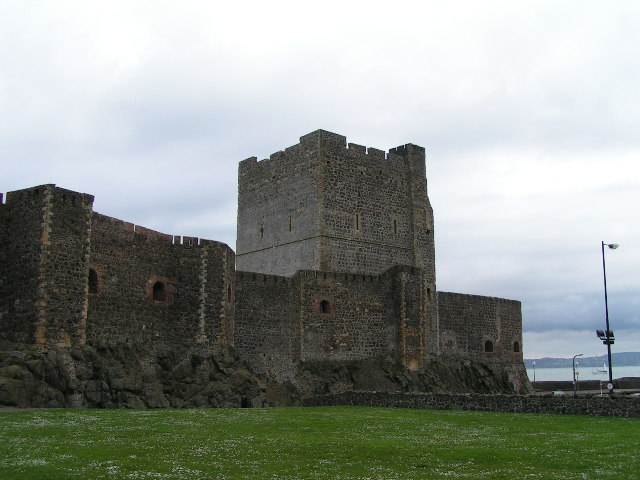
El castell de Carrickfergus a Irlanda, adaptat amb troneres per a la defensa costanera en els inicis del.

La utilitat militar dels castells que van quedar a Gran Bretanya i Irlanda va continuar disminuint. Alguns castells es van convertir en dipòsits de regiment, com el castell de Carlisle i el castell de Chester. El castell de Carrickfergus va ser reequipat amb troneres amb la finalitat de proporcionar defenses costaneres al final del període napoleònic. La inestabilitat política va ser un problema important durant els primers anys del segle xix i la popularitat del Moviment Cartista va portar a propostes per fortificar la Torre de Londres, en el cas de disturbis civils. El castell de Dublín va exercir un paper creixent a Irlanda, ja que les pressions fenianes per a la independència van créixer durant el segle.
El funcionament de les presons locals en llocs com a castells havia estat criticada, ja que el treball de John Howard en la dècada de 1770, i la pressió per a la reforma seguia creixent en els anys 1850 i 1860. La reforma de la legislació sobre la fallida econòmica i el deute de 1869 va eliminar en gran part la pena d'anar a presó per deutes pendents de pagament, i en el procés van eliminar el propòsit de les presons del deutor en castells com St Briavels. Es van fer esforços per regularitzar les condicions a les presons locals, però sense gaire èxit, i aquests fracassos van portar a la reforma penitenciària de l'any 1877, que va nacionalitzar les presons britàniques, incloent-hi presons en castells com a York. Es va pagar una indemnització als anteriors propietaris, encara que en casos tals com a York, on les instal·lacions eren considerades tan pobres com per ser reconstruïdes completament, aquest pagament va ser denegat. En el curt termini, això va donar lloc a una reducció del 39 % en el nombre de presons d'Anglaterra, incloent-hi algunes famoses presons de castells com la del castell de Norwich; als següents anys, la centralització i els canvis en el disseny de les presons van portar al tancament de la majoria de les presons de castell restants.

### Ús social i cultural

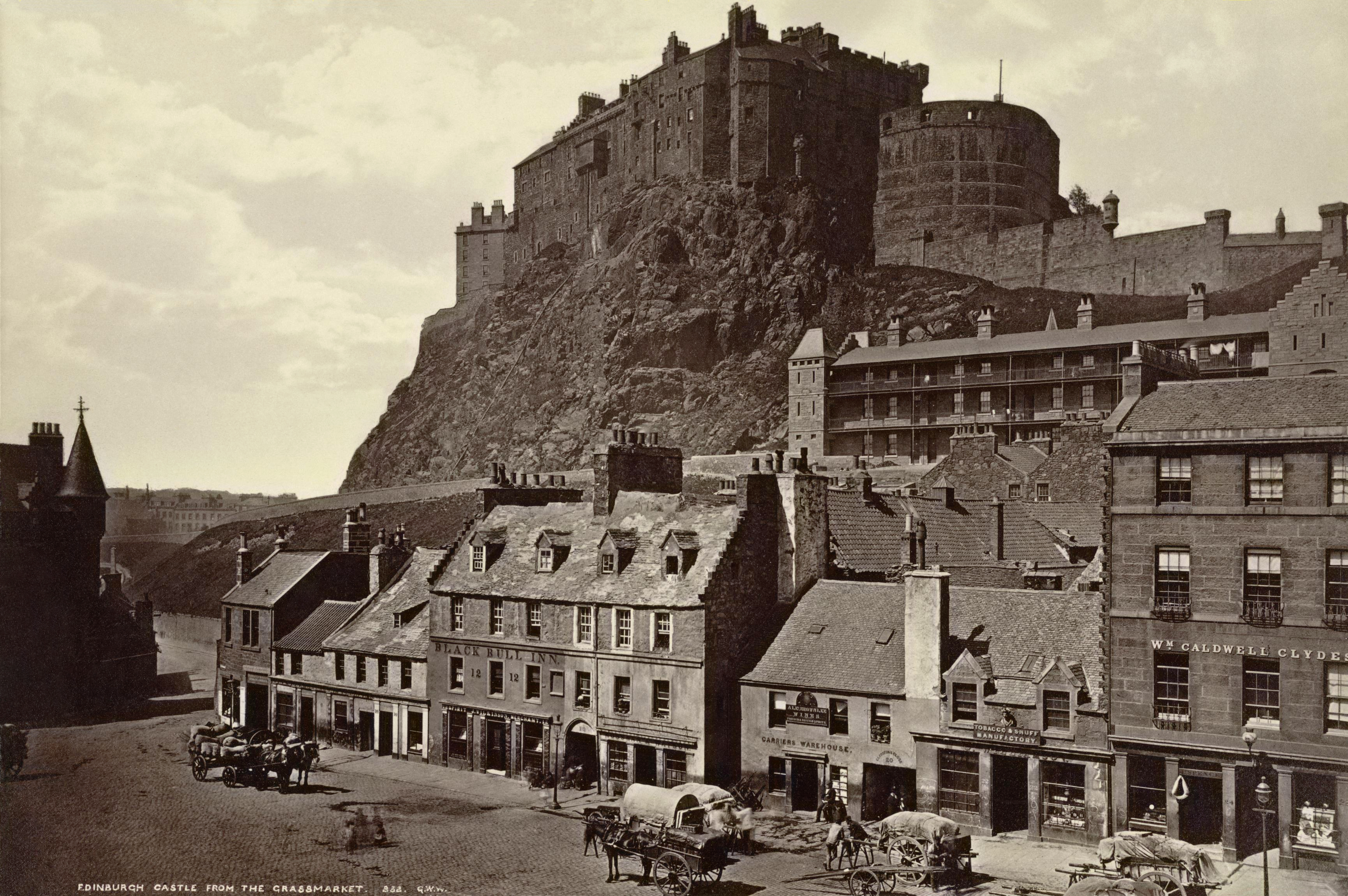
El castell d'Edinburgh a Escòcia a mitjan, encara sent un lloc turístic en el període victorià.

Molts castells van veure un augment de visitants per turisme, ajudats per les millors connexions de transport i el creixement dels ferrocarrils. Les armeries a la Torre de Londres es van obrir als turistes l'any 1828 amb 40.000 visitants en el seu primer any; L'any 1858 el nombre havia augmentat a més de 100.000 per any. Llocs d'interès com el castell de Warwick havia rebut 6.000 visitants durant 1825 i 1826, molts d'ells viatgers des de les creixents ciutats industrials a les regions centrals properes, mentre que els turistes victorians es registraven amb sis penics per passejar per les ruïnes del castell de Goodrich. L'extensió de la xarxa ferroviària a través de País de Gal·les i les Marques va influir fortament en el flux de turistes als castells de la regió. A Escòcia les visites turístiques es van fer cada vegada més populars durant el segle xix, en general començant a Edimburg al castell d'Edimburg, i després passant fins a dues setmanes més al nord, aprofitant la xarxa ferroviària i el buc de vapor en expansió. El castell de Blair va continuar sent popular, però altres castells es van unir al circuit. El castell de Cawdor es va fer popular una vegada que la línia ferroviària va arribar al nord de Fort William.
Guies de compres i lectura es van convertir en una part cada vegada més important a l'hora de visitar castells; per la dècada de 1820 els visitants podien comprar una guia al castell de Goodrich que explicava la història del castell, la primera guia de la Torre de Londres va ser publicada l'any 1841 i guies de castells escocesos van arribar a ser ben conegudes per proporcionar registres històrics al llarg dels seus setges, sovint sobre novel·les romàntiques per als detalls. De fet, les novel·les històriques de Sir Walter Scott, Ivanhoe i Kenilworth van ajudar a establir la popular imatge victoriana d'un castell medieval gòtic. Les novel·les de Scott situades a Escòcia també van popularitzar diversos castells del nord, incloent-hi al Tantallon que va aparèixer a la novel·la Marmion. Les històries d'Irlanda van començar a subratllar el paper de castells en el sorgiment del protestantisme i dels «valors britànics» a Irlanda, encara que el turisme va continuar sent limitat.

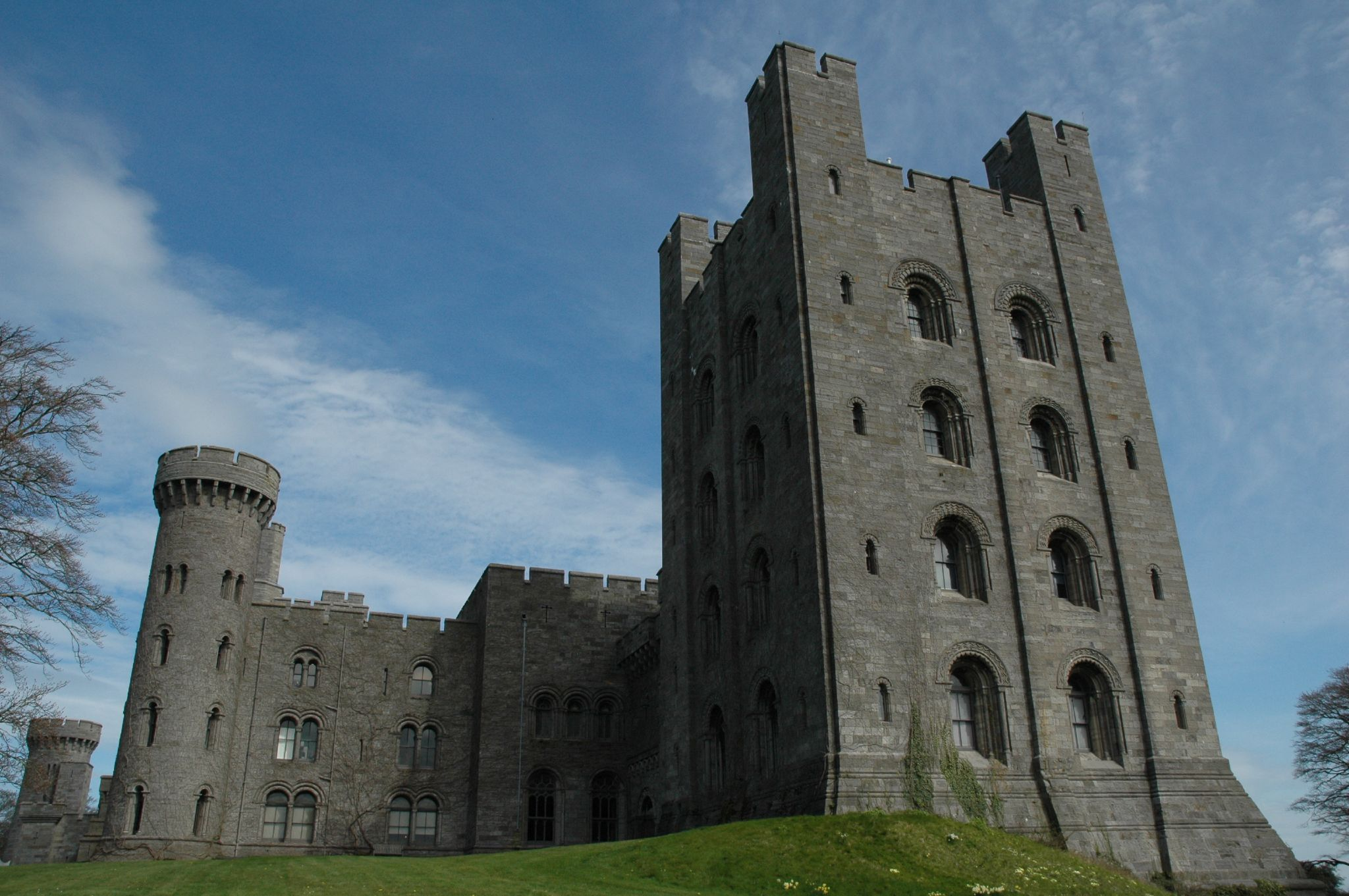
El castell de Penrhyn a Gal·les, una recreació del d'un castell normand.

Una resposta a aquesta popularitat va ser en l'engegada de la construcció de rèpliques de castells. Aquests foren particularment populars en el començament del segle xix, i més tard en el període victorià. Manuals de disseny es van publicar que oferien detalls de com recrear l'aparença d'un castell gòtic original en una nova construcció, donant lloc a una sèrie de treballs, tals com els fets al castell de Eastnor l'any 1815, el fals castell normand de Penrhyn entre 1827 a 1837 i la imitació del castell eduardià de Goodrich Court l'any 1828. Els victorians posteriors van construir el gal·lès castell Coch en la dècada de 1880 com una construcció gòtica de fantasia i l'últim exemple de rèplica, el castell Drogo, va ser construït en una data tan tardana com 1911.
Una altra resposta va ser millorar els castells existents, portant les seves característiques històriques sovint caòtiques en línia amb una estètica arquitectònica més integrada en un estil sovint denominat Gothic Revivalism. Va haver-hi nombrosos intents de restaurar o reconstruir castells a fi de produir un estil gòtic consistentment, al corrent d'autèntics detalls medievals, un moviment en el qual l'arquitecte Anthony Salvin va ser particularment prominent - com s'il·lustra en la reelaboració del castell d'Alnwick i gran part del castell de Windsor. Una tendència similar es va observar al castell de Rothesay on William Burges va renovar els castells més antics per produir un disseny més «autèntic», fortament influenciat per l'obra de l'arquitecte francès Eugène Viollet-le-Duc. Al nord de la frontera això va resultar en l'estil distintiu de l'arquitectura baronial escocesa, que va prendre característiques franceses i tradicionals medievals escoceses i reinventant-los en un estil barroc. L'estil també va demostrar ser molt popular a Irlanda, per exemple, amb el castell d'Oliver de George Jones, a la dècada de 1850, formant d'un bon exemple de la moda. Com amb el neogòtic, els arquitectes escocesos baronials freqüentment milloraven els castells existents: com el cas del castell de Floor que fou transformat l'any 1838 per William Playfair, que hi va afegir grans torres i cúpules. De manera similar la tower house del segle xvi del castell de Lauriston es va convertir en l'ideal victorià d'una «laberíntica casa medieval». L'estil es va estendre al sud i el famós arquitecte Edward Blore va afegir un toc senyorial escocès al seu treball en el castell de Windsor.
Amb aquest ritme de canvi, les preocupacions havien començat a créixer a mitjan segle per l'amenaça dels edificis medievals a Gran Bretanya, i l'any 1877 William Morris va establir la Society for the Protection of Ancient Buildings. Un resultat de la pressió pública va ser l'aprovació de l'Ancient Monuments Protection Act de 1882, però les disposicions de la llei es van centrar en les estructures prehistòriques desocupades i els edificis medievals com a castells estaven exempts d'ella sense deixar cap protecció legal.

## Seglexx i xxi

### 1900 a 1945

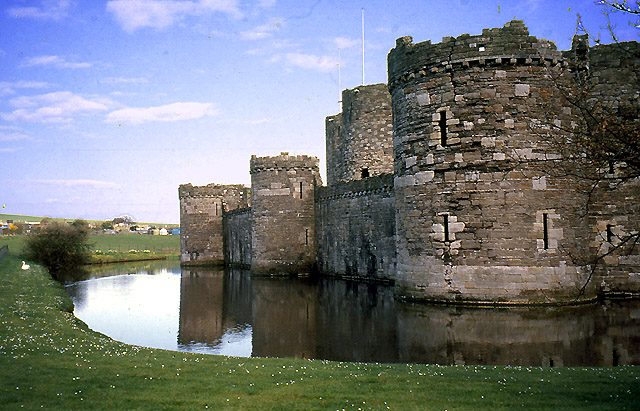
El castell de Beaumaris a Gal·les, mostrant la seva aparença després de les seves obres de restauració fetes en els anys 20.

Durant la primera meitat del segle es van mantenir diversos castells, o van tornar a ser d'ús militar. Durant la Guerra Irlandesa d'Independència, el castell de Dublín va continuar sent el centre de les operacions britàniques d'administració, militars i d'intel·ligència a Irlanda fins a la transferència de poder i del castell a l'Estat Lliure Irlandès l'any 1922. Durant la Segona Guerra Mundial, la Torre de Londres es va utilitzar per retenir i executar sospitosos d'espionatge, i va ser utilitzat per detenir breument a Rudolf Hess, lloctinent d'Adolf Hitler, l'any 1941. El castell d'Edimburg es va utilitzar com a instal·lació per tenir-hi presoners de guerra, mentre que el castell de Windsor va ser despullat dels tresors reials més delicats i també va ser utilitzat per protegir la família real britànica dels perills del The Blitz. Alguns castells costaners es van utilitzar per recolzar les operacions navals: les fortificacions medievals del castell de Dover es van utilitzar com a base per a les defenses a través de l'estret de Dover; el castell Pitreavie a Escòcia es va utilitzar per donar suport a la Royal Navy; i el castell de Carrickfergus a Irlanda es va utilitzar com a base de defensa costanera. Alguns castells, com els de Cambridge i Pevensey, van entrar en plans per a les defenses locals en cas d'una invasió alemanya. Un grapat d'aquests castells van retenir un paper militar després de la guerra; Dover va ser utilitzat com un centre de comandament de guerra nuclear i (refugi nuclear) en la dècada de 1950, mentre que el de Pitreavie va ser utilitzat per l'OTAN fins al segle xxi.
El fort interès cultural en castells britànics va persistir al segle xx. En alguns casos, això va tenir conseqüències destructives, per exemple, els rics col·leccionistes compraven i removien característiques arquitectòniques i altres objectes històrics de castells per a les seves pròpies col·leccions, una pràctica que va produir una preocupació oficial significativa. Alguns dels casos més significatius inclouen el castell de Sant Donat, comprat per William Randolph Hearst l'any 1925 i després decorat amb nombrosos edificis medievals remoguts dels seus llocs d'origen a Gran Bretanya, i el cas d'Hornby, on moltes parts del castell van ser venudes i enviades a compradors als Estats Units. En part com a resultat d'aquests esdeveniments, es van introduir poders legals per a protegir els castells, les actes del Parlament de 1900 i 1910 van ampliar els termes de la legislació anterior en els monuments nacionals per permetre la inclusió de castells. Una llei del Parlament de l'any 1913 va introduir les ordres de conservació. Per primera vegada, i aquests poders es van ampliar l'any 1931. De la mateixa manera, després del final de la guerra civil irlandesa, el nou estat irlandès va prendre mesures per estendre i reforçar la legislació britànica anterior per protegir els monuments nacionals irlandesos.
Al començament del segle va haver-hi una sèrie d'importants projectes de restauració de castells britànics. Abans de l'esclat de la Primera Guerra Mundial el treball es va dur a terme als castells de Chepstow, Bodiam, Caernarfon i Tattershal; després del final de la guerra, a la dècada de 1920, diversos projectes de restauració finançats per l'estat van tenir lloc als castells de Pembroke, Caerphilly i Goodrich, el més gran d'aquests. Aquest treball normalment se centrava a retallar la vegetació invasora en les ruïnes dels castells, especialment l'heura, i eliminant pedres danyades o inestables; castells com Beaumaris van veure els seus fossats netejats i plens d'aigua. Alguns castells com el d'Eilean Donan a Escòcia van ser reconstruïts substancialment en els anys d'entreguerres. La indústria primerenca del cinema del Regne Unit es va interessar en castells com localitzacions de rodatge possibles, començant per Ivanhoe filmada al castell de Chepstow l'any 1913 i protagonitzada per l'actor nord-americà King Baggot.

### 1945 alseglexxi

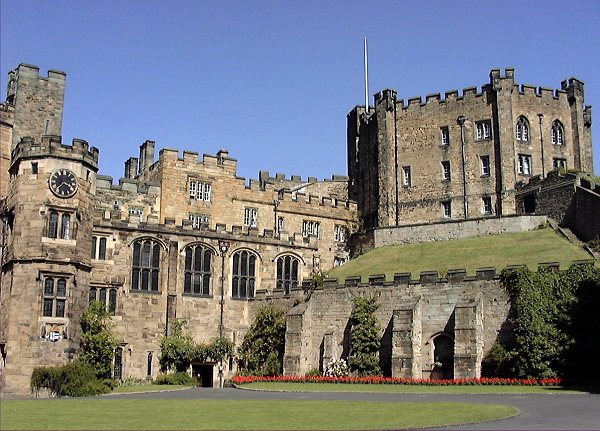
El castell de Durham a Anglaterra, declarat Patrimoni de la Humanitat per la UNESCO l'any 1986

Després de la Segona Guerra Mundial les pintoresques ruïnes de castells van passar de moda. La preferència de conservació era restaurar els castells amb la finalitat de produir el que Oliver Creighton i Robert Higham han descrit com una «meticulosa cura de l'estructura, gespes impecables i altament regulades, amb un ambient agradable per al visitant», encara que es va desaconsellar la reconstrucció o la reproducció de l'aparença original del castell. Com a resultat, la pedra i les parets dels castells d'avui dia, usades com a atraccions turístiques, estaven en general en condicions molt millors del que haguessin estat en el període medieval. La preservació dels paisatges més amplis del passat també va augmentar en importància, reflectida en la decisió del programa «Patrimoni de la Humanitat» de la UNESCO, per reconèixer internacionalment diversos castells britànics, entre ells els de Beaumaris, Caernarfon, Conwy, Harlech, Durham i la Torre de Londres com a mereixedors d'importància cultural internacional en la dècada de 1980.
El grup més nombrós de castells anglesos són ara aquells que són propietat del Patrimoni Anglès (English Heritage), creat a partir de l'antic Ministeri d'Obres l'any 1983. La Fundació Nacional per als Llocs d'Interès Històric o de Bellesa Natural o de forma breu «National Trust» va anar adquirint castells a Anglaterra en la dècada de 1950, i és el segon major propietari individual, seguit per diferents autoritats locals angleses i, finalment, un petit nombre de propietaris privats. Els castells reials, com la Torre de Londres i Windsor són propietats del «Occupied Roral Palaces Estate» en nom de la nació. Existeixen organitzacions similars a l'Escòcia, on la National Trust for Scotland va ser establerta l'any 1931, i a Irlanda, on An Taisce va ser creat en 1948 per treballar juntament amb el Ministeri d'Obres irlandès per mantenir castells i altres llocs. Algunes noves organitzacions han sorgit en els últims anys per gestionar castells, com la «Landmark Trust» i la «Irish Landmark Trust», que han restaurat una sèrie de castells en el Regne Unit i Irlanda en les últimes dècades.
Els castells segueixen sent atraccions molt populars: l'any 2009 prop de 2,4 milions de persones van visitar la Torre de Londres, 1,2 milions van visitar el castell d'Edimburg, 559.000 van visitar el castell de Leeds i 349.000 van visitar el castell de Dover. Irlanda, qui durant molts anys no havia explotat el potencial turístic dels castells del seu patrimoni, va començar a animar a més turistes en els anys 1960 i 1970 i els castells irlandesos són ara una part fonamental de la indústria del turisme d'Irlanda. Els castells britànics i irlandesos estan avui dia també estretament lligats a la indústria cinematogràfica internacional, amb visites turístiques a castells on ara sovint implica no només una visita a un lloc històric, sinó també una visita a la ubicació d'una pel·lícula popular.

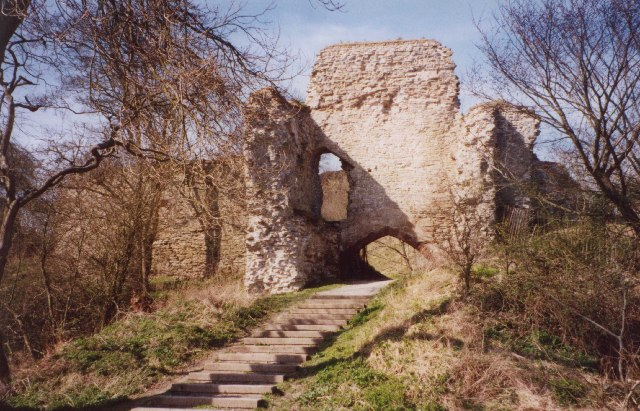
El castell de Wigmore a Anglaterra, presenta un estat no gaire ben conservat després que va ser adquirit per la English Heritage l'any 1995

La gestió i el maneig dels castells històrics de Gran Bretanya ha estat de vegades polèmic. A la fi del segle xx i principis del segle xxi els castells són generalment considerats part de la indústria del patrimoni, en la qual els llocs històrics són comercialment presentats com a atraccions per als visitants. Alguns acadèmics, com David Lowenthal, han criticat la forma en què aquestes històries estan constantment reconstruïdes culturalment i socialment i condemnades a la «degradació comercial» del lloc com la Torre de Londres. El repte de com gestionar aquestes propietats històriques sovint ha requerit decisions pràctiques. En un extrem de l'espectre, els propietaris i els arquitectes han hagut de fer front a desafiaments pràctics de reparar petits castells en descomposició utilitzats com a cases privades, com al castell de Picton, on la humitat va resultar ser un problema considerable. En l'altre extrem de l'escala, l'incendi al castell de Windsor l'any 1992 va obrir un debat nacional sobre com l'ala cremada del castell hauria de ser reemplaçada, el grau en què els dissenys moderns haurien de ser introduïts i qui hauria de pagar els costos de 37 milions de € (50,2 milions de lliures en termes del 2009). A Kenilworth la reconstrucció especulativa i comercial dels jardins del castell en un estil isabelí va portar a un debat acadèmic vigorós sobre la interpretació de l'evidència arqueològica i històrica. Les tendències en la conservació s'han alterat i, en contrast amb l'enfocament de la postguerra de conservació, treballs recents en castells com el de Wigmore, adquirit pel English Heritage l'any 1995, han tractat de minimitzar el grau d'intervenció en el lloc.

## Historiografia

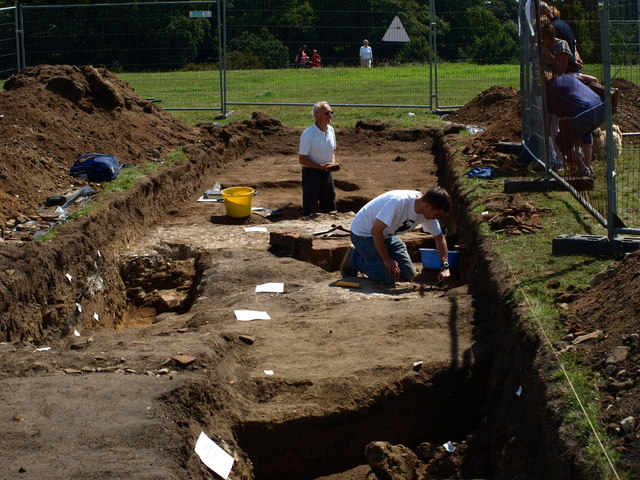
Recerques arqueològiques de l'any 2009 van intentar identificar la localització del castell d'Ampthill

Les primeres històries de castells britànics i irlandesos es van registrar, encara que d'una manera una miqueta fragmentada, per John Leland al segle xvi i, per al segle xix l'anàlisi històrica de castells havia arribat a ser popular. Els historiadors victorians com George Clark i John Parker van arribar a la conclusió que els castells britànics s'havien construït per a la defensa militar, però creuen que tenen una història era anterior a la conquesta, concloent que els mottes de tot el camp havien estat construïts pels romans o celtes.
L'estudi dels castells pels historiadors i arqueòlegs es va desenvolupar considerablement durant el segle xx. La historiadora i arqueòloga de principis del segle XX Ella Armitage va publicar un llibre pioner l'any 1912 (The Early Norman Castles of the British isles), amb l'argument convincent que els castells britànics eren de fet una introducció dels normands, mentre que l'historiador Alexander Thompson també va publicar en el mateix any, traçant el curs del desenvolupament militar anglès de castells a través de l'edat mitjana. La Victòria County History d'Anglaterra va començar a documentar els castells del país en una escala sense precedents, proporcionant un recurs addicional per a l'anàlisi històrica.
Després de la Segona Guerra Mundial, l'anàlisi històrica dels castells britànics va ser dominat per Arnold Taylor, R. Allen Brown i DJ Cathcart King. Aquests acadèmics van fer ús d'una quantitat creixent d'evidències arqueològiques, com en la dècada de 1940 on es va registrar un augment del nombre d'excavacions en castells de mota castral, i el nombre d'excavacions de castells en el seu conjunt va passar a duplicar-se durant la dècada de 1960. Amb un nombre creixent de castells sota amenaça a les zones urbanes, un escàndol públic l'any 1972 que envoltava el desenvolupament del castell de Baynard a Londres va contribuir a les reformes i a la re-priorització dels fons per a l'arqueologia de rescat. Malgrat això el nombre d'excavacions de castells van caure entre 1974 i 1984, amb els treballs arqueològics centrats en les excavacions realitzades en petita escala, però menys en llocs de gran escala. L'estudi dels castells britànics va romandre principalment centrada l'anàlisi del seu paper militar, basant-se en el model evolutiu de les millores suggerides per Thompson a principis de segle.
En la dècada de 1990 una nova avaluació d'ampli abast de la interpretació dels castells britànics es va dur a terme. Una discussió acadèmica important sobre la història i el significat darrere del castell de Bodiam va iniciar un debat, la qual cosa va concloure al fet que moltes característiques dels castells prèviament vists principalment com de naturalesa militar eren en realitat construïts per raons d'estatus i poder polític. Com l'historiador Robert Liddiard té descrit, l'antic paradigma del «militarisme normand» com a força impulsora darrere de la formació de castells de Gran Bretanya va ser reemplaçat per un model de «poder pacífic». Els següents vint anys es van caracteritzar per un nombre creixent de publicacions importants en l'estudi de castell, que examinen els aspectes socials i polítics de les fortificacions, així com el seu paper en el paisatge històric. A pesar que no és indiscutida, aquesta perspectiva «revisionista» segueix sent el tema dominant en la literatura acadèmica en l'actualitat.